# Rafael Santi
Rafael, właśc. Raffaello Sanzio, Rafael Urbino (ur. 28 marca lub 6 kwietnia 1483 w Urbino, zm. 6 kwietnia 1520 w Rzymie) – włoski malarz i architekt, wraz z Leonardem da Vinci i Michałem Aniołem zaliczany do wielkiej trójki renesansu. Znany m.in. za sprawą licznych przedstawień Madonn oraz fresków w Pałacu Apostolskim.
Uczył się u boku Perugina. W latach 1504–1508 przebywał we Florencji, gdzie tworzył przede wszystkim obrazy o tematyce religijnej. Obok przedstawień Madonn (m.in. Madonna del Granduca, Madonna ze szczygłem) tworzył również wizerunki świętych (m.in. Święta Katarzyna Aleksandryjska), a także obrazy o tematyce świeckiej. Początkowo na obrazach Rafaela dostrzegalny był wpływ Perugina, z czasem za sprawą kontaktu z dziełami Leonarda da Vinci i z samym malarzem we Florencji jego styl ewoluował. Około 1508 roku przybył do Rzymu, gdzie tworzył głównie obrazy o tematyce religijnej (m.in. Madonna Sykstyńska, Ekstaza Świętej Cecylii, Widzenie Ezechiela, Przemienienie Pańskie) i antycznej oraz portrety. Na zlecenie papieży Juliusza II i Leona X wraz ze swoimi uczniami stworzył liczne dekoracje w Pałacu Watykańskim. Namalowane freski (m.in. Szkoła Ateńska, Dysputa o Najświętszym Sakramencie, Parnas, Msza Bolseńska, Pożar Borgo) stanowią personifikacje cnót kardynalnych i sztuk wyzwoloncyh oraz przedstawiają wybrane wydarzenia z historii papiestwa. Ponadto podczas pobytu w Rzymie Rafael rozwinął działalność architektoniczną, pracując m.in. przy budowie bazyliki św. Piotra.
Po śmierci Rafaela jego twórczość była przedmiotem zainteresowania, którego szczyt przypadł na XIX wiek.

## Życiorys

### Dzieciństwo
Data narodzin Rafaela stanowi przedmiot sporów. Potwierdzonym jest, że urodził się w Wielki Piątek. Giorgio Vasari w Żywotach najsławniejszych malarzy, rzeźbiarzy i architektów (za epitafium Pietra Bemba) podaje, że Rafael przyszedł na świat 6 kwietnia, jednak Wielki Piątek w 1483 roku przypadł na 28 marca, wobec czego obie te daty uważa się zamiennie za dzień urodzin malarza. Rafael przyszedł na świat w Urbino w budynku przy Contrada del Monte. Był synem Giovanniego Santi, malarza i poety działającego na dworze Montefeltrów, oraz Magii, córki kupca Battisty Ciarla. 7 października 1491 roku zmarła jego matka. W późniejszych latach ojciec Rafaela ożenił się z Bernardiną di Pietro, z którą miał córkę. 1 października 1494 roku zmarł Giovanni Santi. Rafael odziedziczył po ojcu majątek wraz z pracownią. Opiekunem prawnym jedenastoletniego Rafaela został brat Giovanniego, Bartolomeo. Do 1500 roku trwał spór sądowy pomiędzy Rafaelem a jego ojczymem oraz macochą.

### Nauka u Perugina

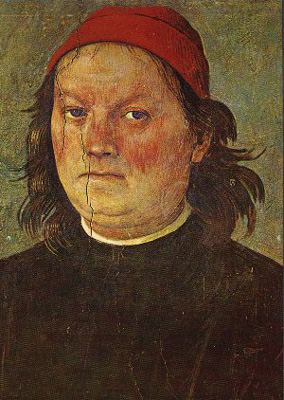
Pietro Perugino na autoportrecie

Początkowo Rafael uczył się u boku ojca, następnie pobierał nauki u Pietra Perugina. Okres ten nie jest dokładnie znany. Przypuszcza się, że w 1494 roku Giovanni Santi skierował Rafaela do Perugina, gdyż darzył go dużym szacunkiem. Według innej hipotezy Rafael dołączył po warsztatu Perugina po śmierci swojego ojca za sprawą jego brata Giovanniego Ciarla. Data rozpoczęcia nauk u Perugina również jest przedmiotem sporów, w źródłach pojawia się również rok 1496 jako przybliżony moment opuszczenia Urbino przez Rafaela.
Zgodnie z ówczesnym zwyczajem mistrzowie malarscy pracowali w wielu miastach, a do współpracy zabierali ze sobą najlepszego ucznia. Rafael uchodził za najzdolniejszego ucznia, wobec czego podróżował z Peruginem do Perugii, Città di Castello, Sieny, Bolonii i Florencji. W 1500 roku po raz pierwszy został wymieniony na kontrakcie jako magister. Do czasów współczesnych zachowały się rysunki Rafaela z czasów jego pobytu w warsztacie Perugina (m.in. seria ze studiami człowieka z lat ok. 1498–1500, Stojący Bachus, dawniej przypisywany Peruginowi, czy narysowane podczas krótkiego pobytu w Urbino w 1500 roku Głowa chłopca w berecie, Portret chłopca i nieukończony Autoportret). Rysunki modeli często zawierają błędy anatomiczne. Podczas nauki w pracowni Rafael zaprzyjaźnił się z malarzami Domenico Alfanim i Pinturicchiem.

### Pierwsze samodzielne prace

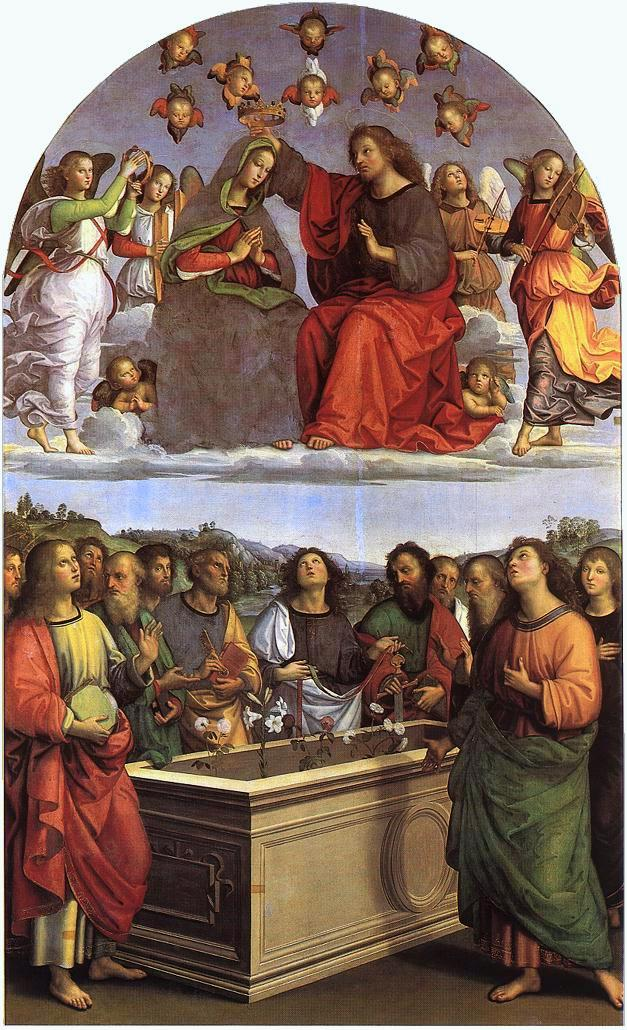
Ołtarz Oddich

W 1499 roku Rafaelowi zlecono wykonanie chorągwi procesyjnej dla Bractwa Miłosierdzia w Città di Castello, rok później wykonał jej drugą wersję dla kościoła Świętej Trójcy w Città di Castello. Chorągwie zdobią sceny Ukrzyżowanie Chrystusa adorowanego przez Świętego Sebastiana i Świętego Rocha oraz Stworzenie Ewy. W 1500 roku otrzymał również zlecenie na obraz ołtarzowy do kaplicy Andrei Baronciego w kościele Świętego Augustyna w Città di Castello. Ołtarz został ukończony 13 września 1502 roku, uległ zniszczeniu podczas trzęsienia ziemi w 1789 roku. Ocalały fragmenty przedstawiające Boga Ojca, Matkę Bożą oraz anioły. W następnych latach fragmenty te zostały rozproszone. Przedmiotem sporu jest ustalenie, które fragmenty ołtarza namalował Rafael, a które któryś z jego współpracowników

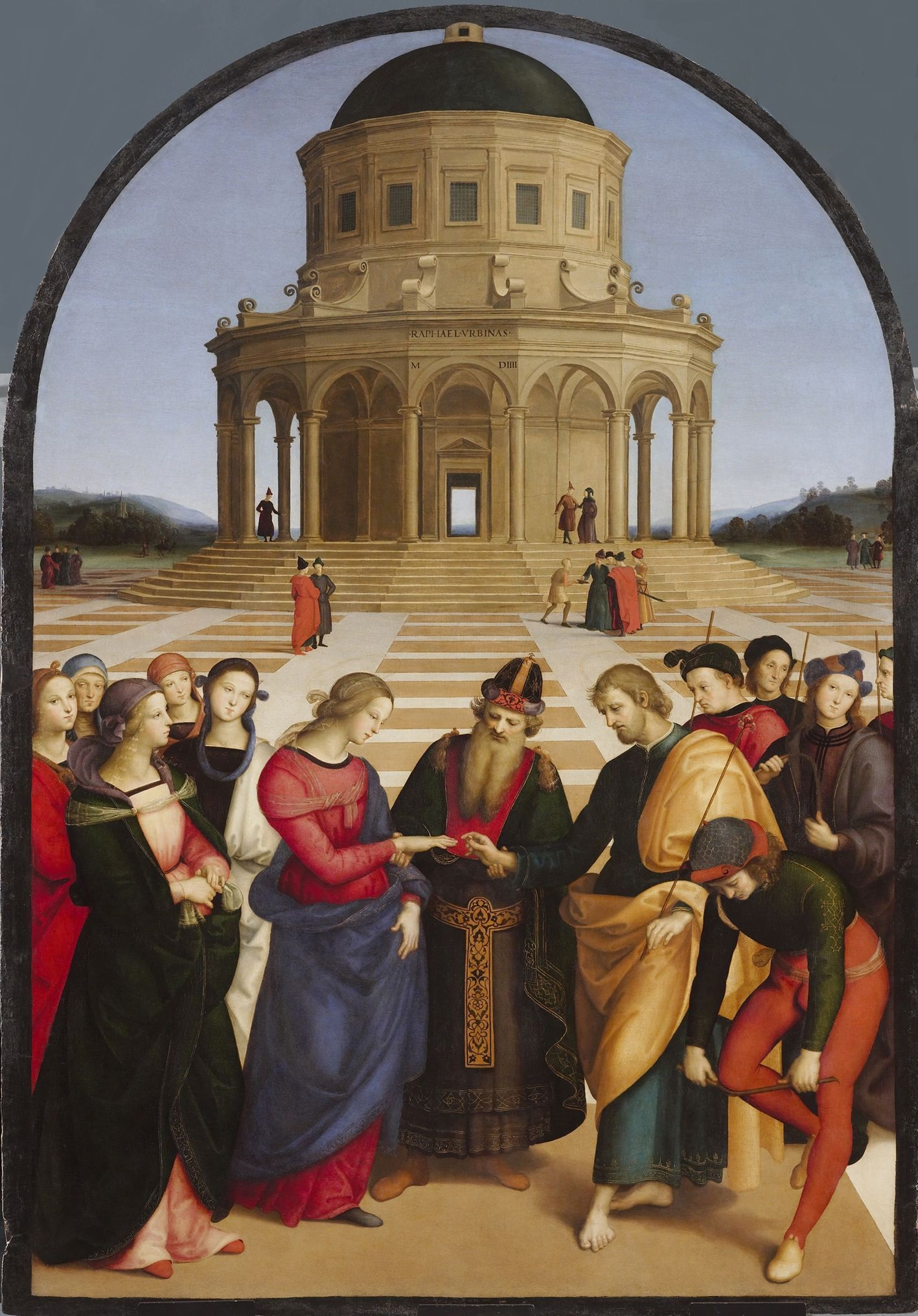
Zaślubiny Marii

Większość prac z lat 1499–1504 to kompozycje o tematyce religijnej. Około 1499–1502 roku Rafael namalował Zmartwychwstanie Chrystusa. Około 1500–1501 powstały obrazy Koronacja Świętego Mikołaja z Tolentino i Mikołaj z Tolentino ratuje chłopca przed utonięciem. Autorem pierwszego obrazu jest z pewnością Rafael, drugiego jego autorstwo jest przypisywane. Madonny na obrazach Rafaela były pozbawiane boskości, uwagę widza kierował na ukazaniu intymnej relacji między matką a dzieckiem. Madonny na obrazach mają na sobie skromne szaty składające się w błękit (symbolizujący dziewictwo) i czerwień (symbolizujący przyszłą śmierć męczeńską Jezusa).
W latach 1502–1504 Rafael namalował: Madonnę z Dzieciątkiem i książką, Madonnę Solly’ego, Madonnę z Dzieciątkiem i Janem Chrzcicielem, Madonnę z Dzieciątkiem i ze świętymi: Hieronimem i Franciszkiem, Madonnę Connestabile. Poza Madonnami w tym samym okresie Rafael namalował inne obrazy o tematyce religijnej: Ołtarz Colonny, Świętego Hieronima ratującego biskupa Sylwana i karzącego heretyka Sabiniana (ok. 1502–1503), Euzebiusza z Cremony wskrzeszającego trzech młodzieńców (ok. 1502–1503) oraz Ukrzyżowanie z dwoma aniołami, Matką Bożą oraz ze świętymi: Marią Magdaleną, Janem Ewangelistą i Hieronimem (1503–1504). Ostatni obraz z czasem zaczął być znany pod tytułem Ukrzyżowanie Monda.
W 1502 roku na zaproszenie Pinturicchia Rafael przybył do Sieny. Tam przygotował dla Pinturicchia karton do dzieła Eneasz Sylwiusz Piccolomini wyrusza na sobór w Bazylei. Według Vasariego obaj pracowali nad zleconymi przez papieża Aleksandra VI Borgię freskami w bibliotece Piccolominich w Sienie. Freski przedstawiają sceny z życia papieża Piusa II. Pinturicchio był głównym autorem malowideł. Dokładny udział Rafaela w pracach pozostaje nieznany. Około 1502 roku Rafael odwiedził również Rzym oraz miasta w Toskanii i Umbrii. W 1502 roku Rafael otrzymał zlecenie na Koronację Madonny (Ołtarz Oddich) i predelli ze scenami Zwiastowanie, Pokłon Trzech Króli i Ofiarowanie Chrystusa w świątyni. Koronacja Madonny została ukończona ok. 1503 lub rok później. Kompozycja przedstawia koronację Matki Boskiej. W dziele dostrzegalne są wpływy malarstwa Perugina i Pinturricchia.

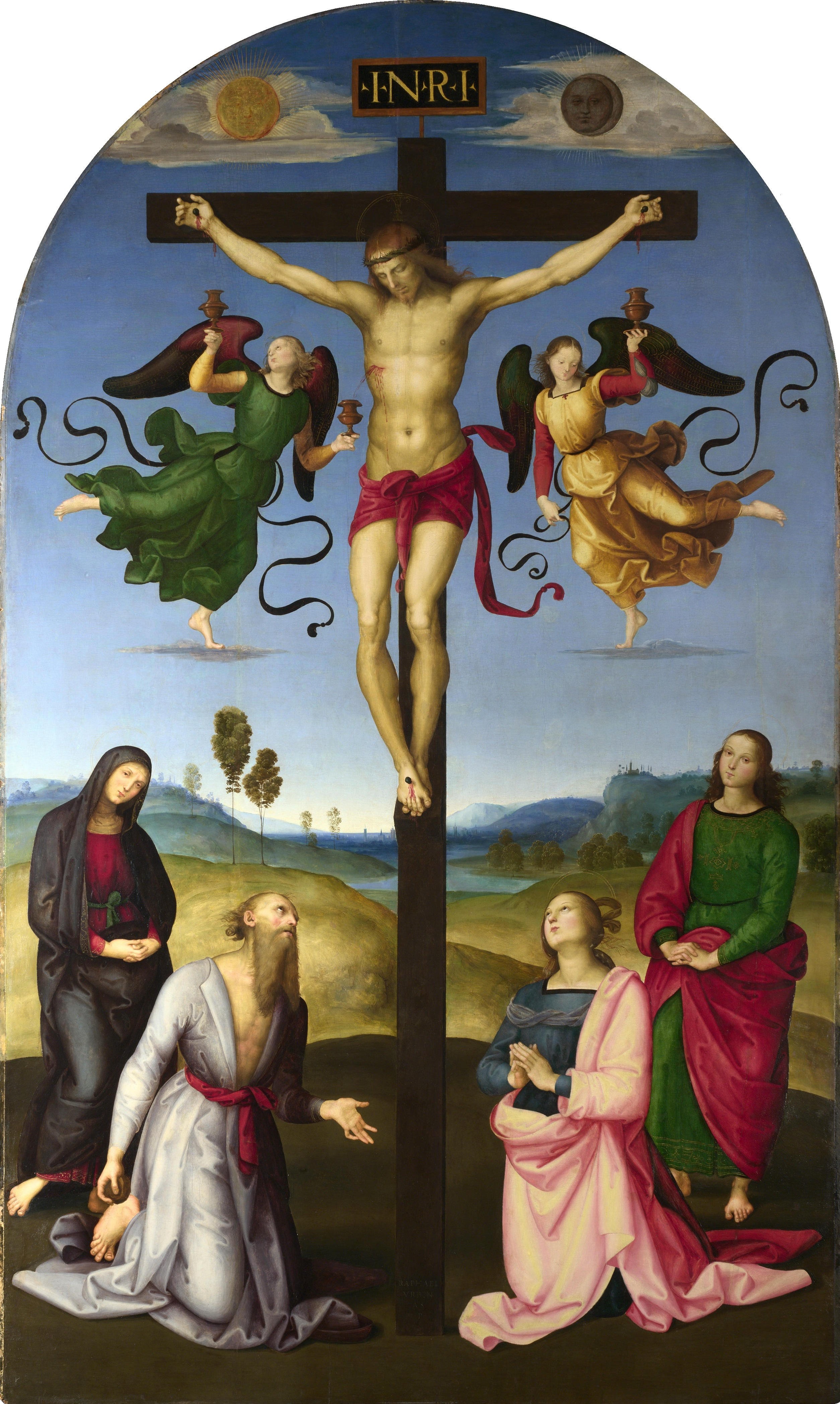
Ukrzyżowanie Monda

W 1504 roku Rafael namalował Zaślubiny Marii z Józefem. Obraz ten uchodzi za pierwsze w pełni samodzielne dzieło Rafaela. Dzieło było przeznaczone do kaplicy Albizzinich w kościele San Francesco w Città di Castello. Zaślubiny Marii z Józefem są często porównywane z freskiem Perugina Przekazanie kluczy Świętemu Piotrowi. Pracując nad Zaślubinami Rafael inspirował się freskiem swojego mistrza. Perugino jest również autorem Zaślubin Najświętszej Maryi Panny, które w swojej kompozycji są podobne do obrazu Rafaela. Nie zostało ustalone, który z malarzy jako pierwszy wykonał obraz z zaślubinami i który z nich inspirował się dziełem drugiego.

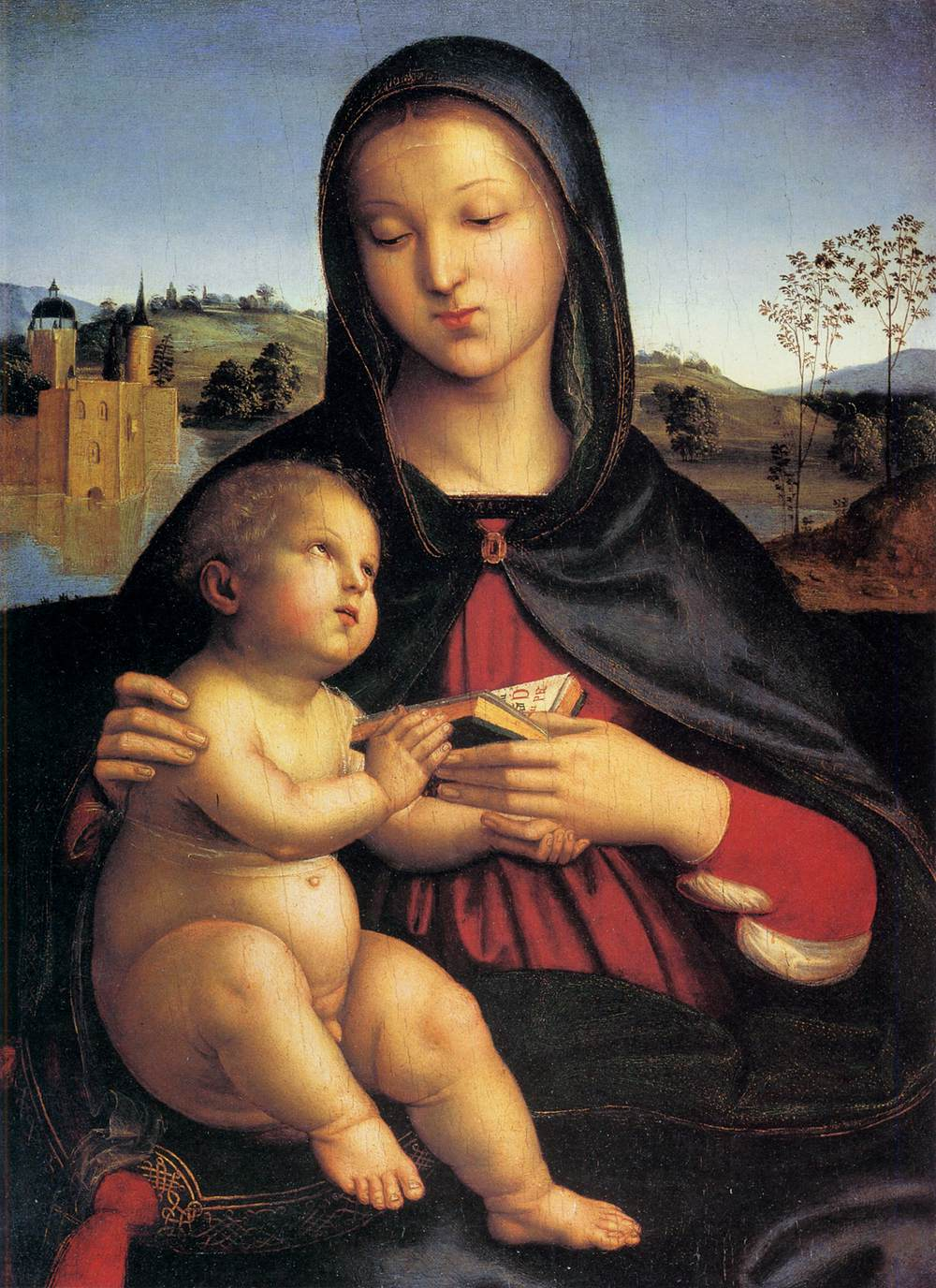
Madonna z Dzieciątkiem i książką
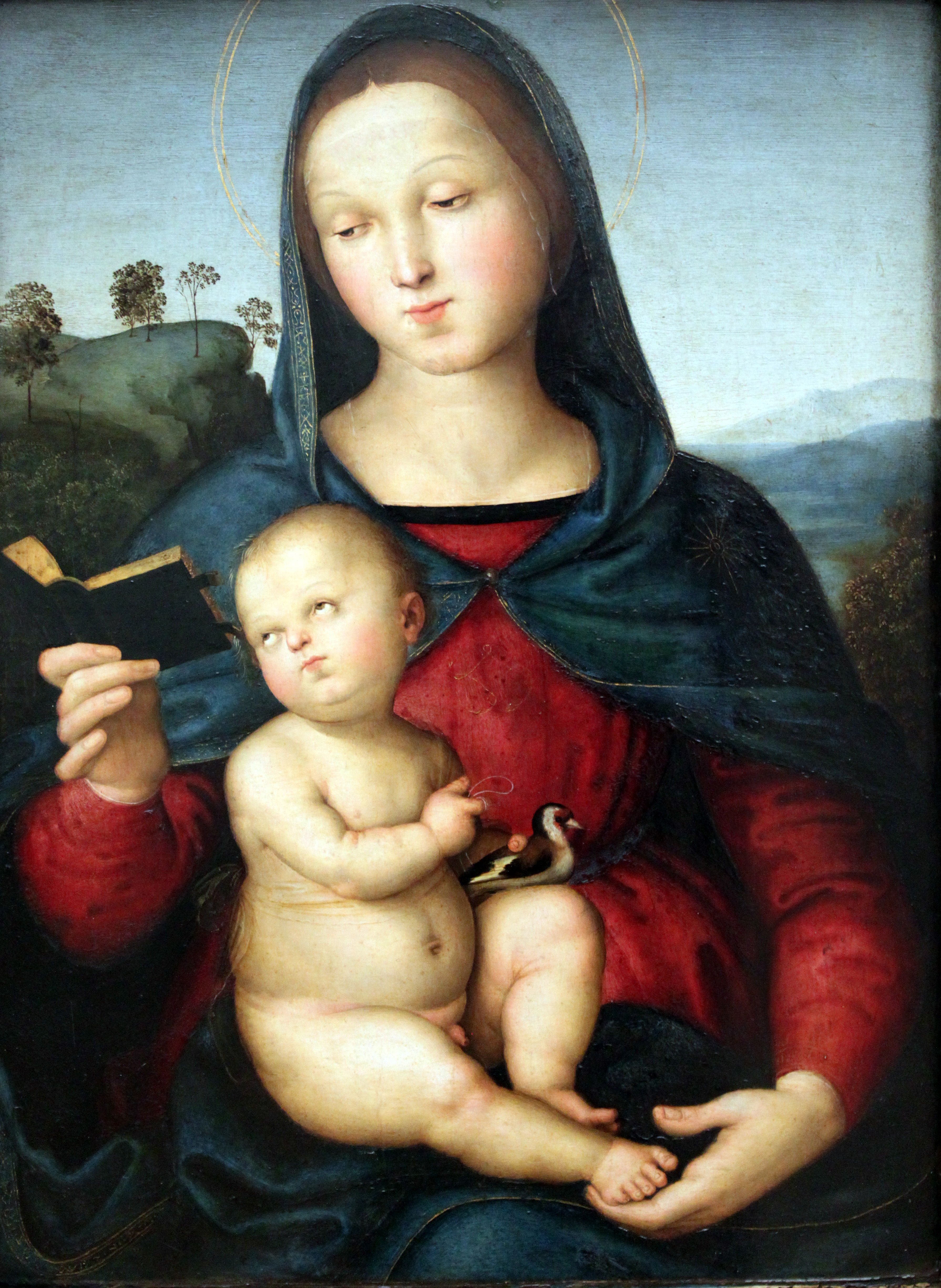
Madonna Solly’ego
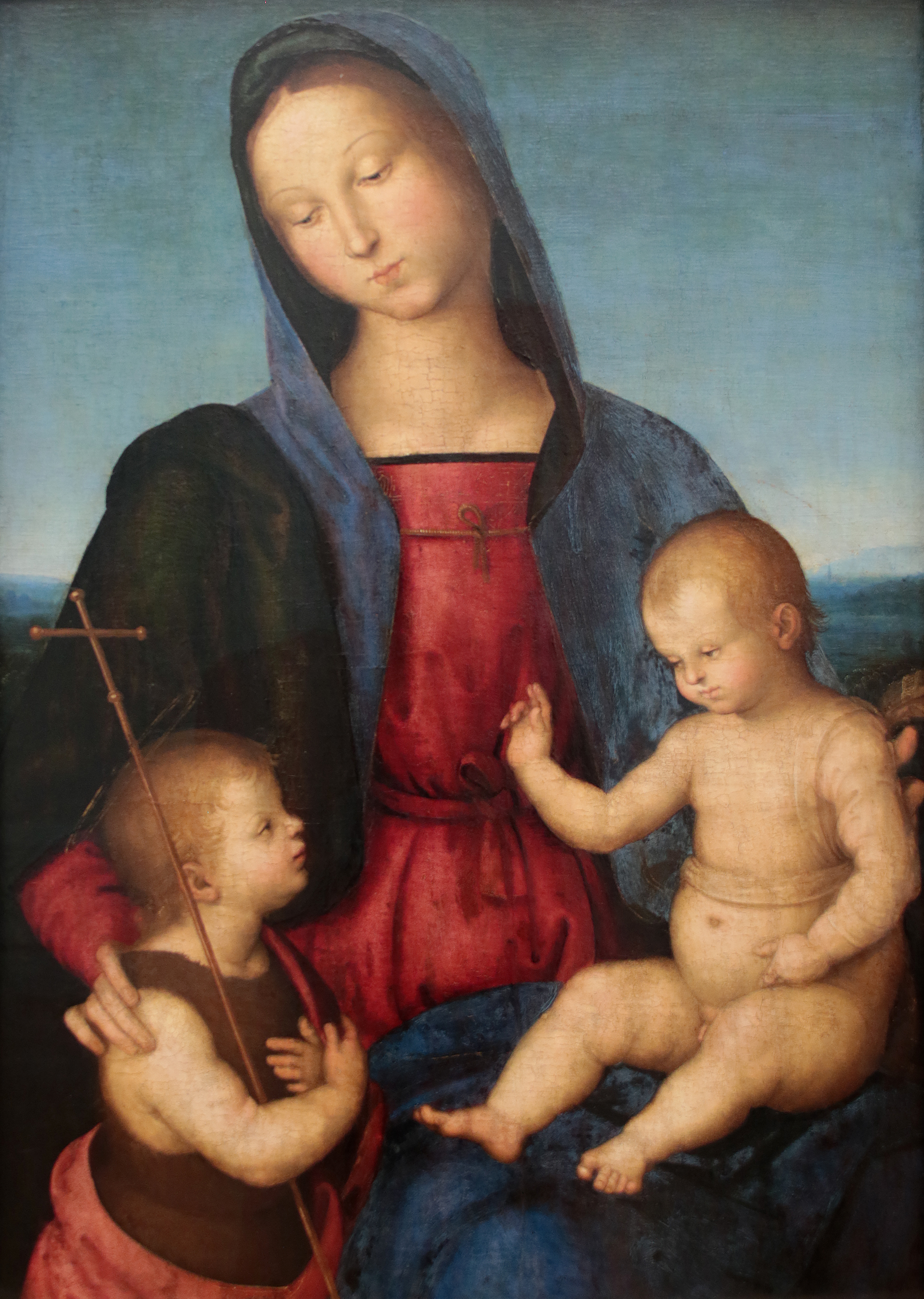
Madonna z Dzieciątkiem i Janem Chrzcicielem
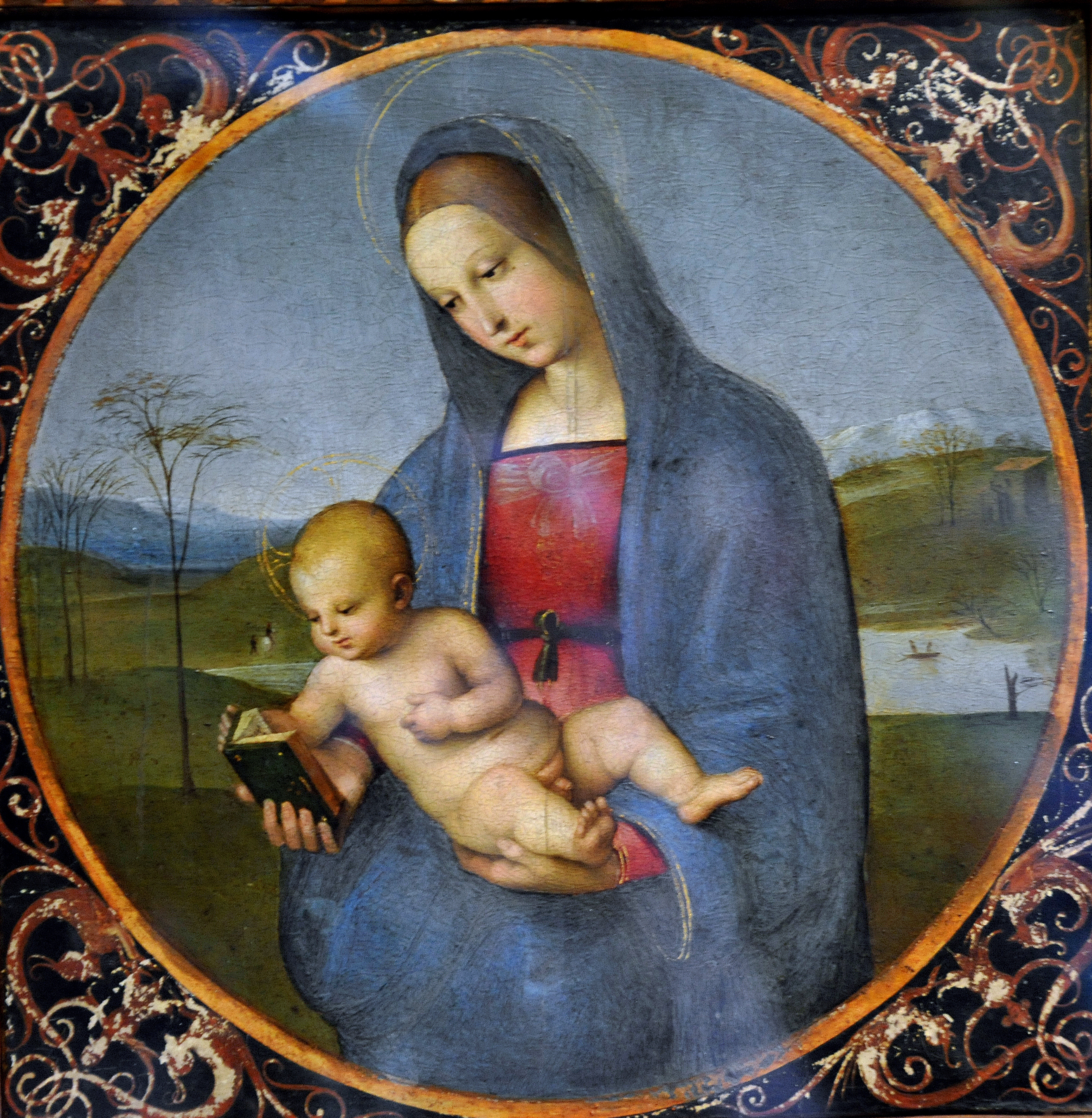
Madonna Connestabile

Poza tematyką religijną Rafael malował również portrety. Trudności sprawia ustalenie dokładnych dat powstania portretów, niekiedy podawana jest również wątpliwość co do autorstwa Rafaela. W latach 1502–1504 powstały Portret Elżbiety Gonzagi i Portret mężczyzny.
W 1504 roku Rafael opuścił Perugię i wrócił do Urbino. W tym samym roku malarz opuścił pracownię Perugina. We wrześniu 1504 roku Giovanna Feltria Della Rovere, matka przyszłego księcia Urbino Francesca Marii Della Rovere, poleciła Rafaela Pierowi Soderiniemu, gubernatorowi Florencji.

### Pobyt we Florencji (1504–1508)

#### Rafael a Leonardo da Vinci i Michał Anioł
W 1504 roku Rafael przeniósł się do Florencji. Tam nawiązał kontakt z Leonardem da Vinci i Michałem Aniołem, którzy mieli wpływ na twórczość młodego artysty. Giorgio Vasari podaje, że Rafael udał się do Florencji właśnie po to, by na własne oczy zobaczyć obrazy tychże malarzy. Rafael widział Mona Lisę oraz kartony Leonarda do Świętej Anny Samotrzeciej i Bitwy pod Anghiari. Rafael znał również zaginioną Ledę z łabędziem Leonarda, czego dowodem jest rysunek odtwarzający postacie z tego obrazu z lat 1505–1506. Nie wiadomo, jak dokładnie mogły wyglądać kontakty Rafaela z Leonardem i Michałem Aniołem. Obok prac Leonarda i Michała Anioła, Rafael studiował również dzieła Donatella, Ghibertiego, Fra Bartolomea i Masaccia.
Po opuszczeniu miasta przez Leonarda i Michała Anioła w 1506 roku florenckie środowisko plastyczne stworzyło nowy styl malarski, oparty na twórczości Leonarda i Michała Anioła. Część artystów reprezentujących to środowisko (m.in. Fra Bartolomeo, Andrea del Sarto) inspirowała się również Rafaelem, który pozostał w mieście.
Inspiracja Świętą Anną Samotrzecią Leonarda da Vinci jest dostrzegalna na obrazie Madonna Terranuova. Piękna Ogrodniczka stanowi syntezę sukcesów malarskich Leonarda oraz modelunku w duchu Michała Anioła. Malując w 1505 roku Portret Maddaleny Doni Rafael inspirował się Mona Lisą Leonarda da Vinci. Portret ten przedstawia Maddalenę Strozzi, żonę Agnola Doniego. Po ukończeniu tego obrazu Rafael namalował Portret Agnola Doniego, na którym częściowo odszedł od wzorów Leonarda.

#### Twórczość we Florencji

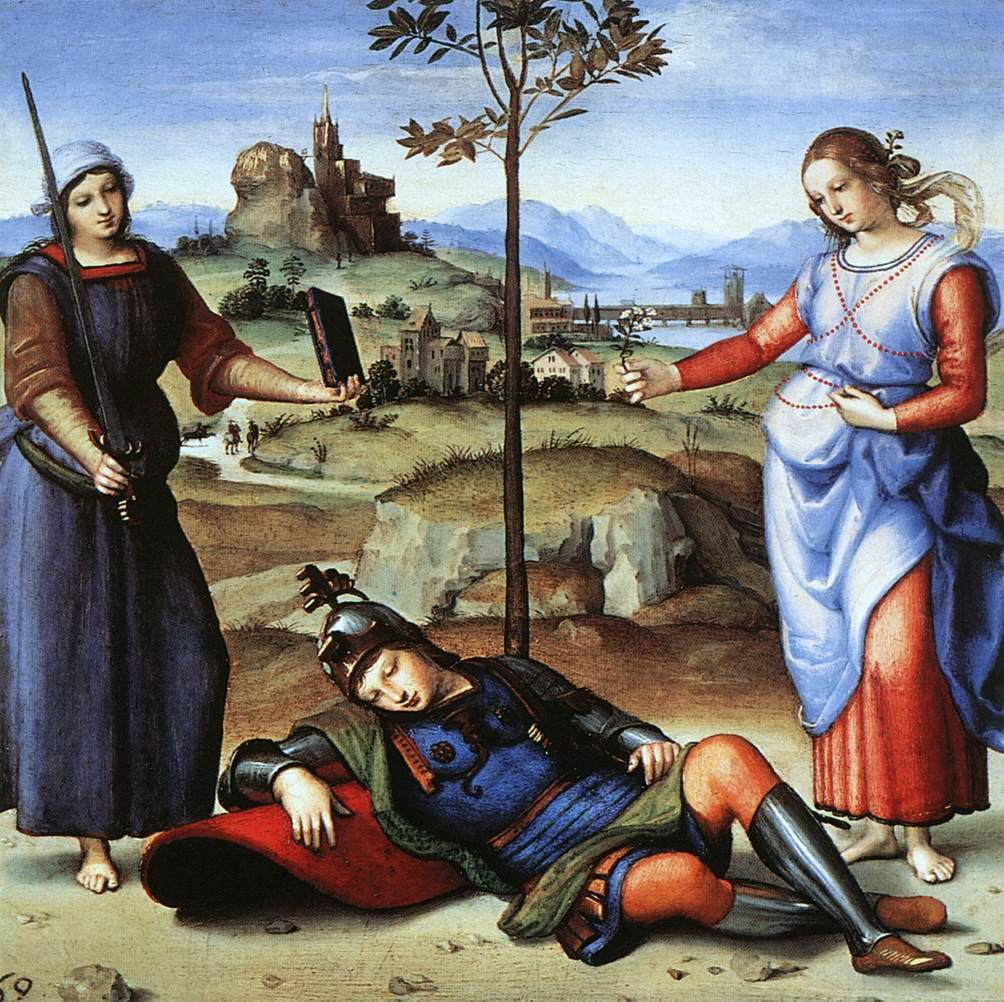
Sen Scypiona

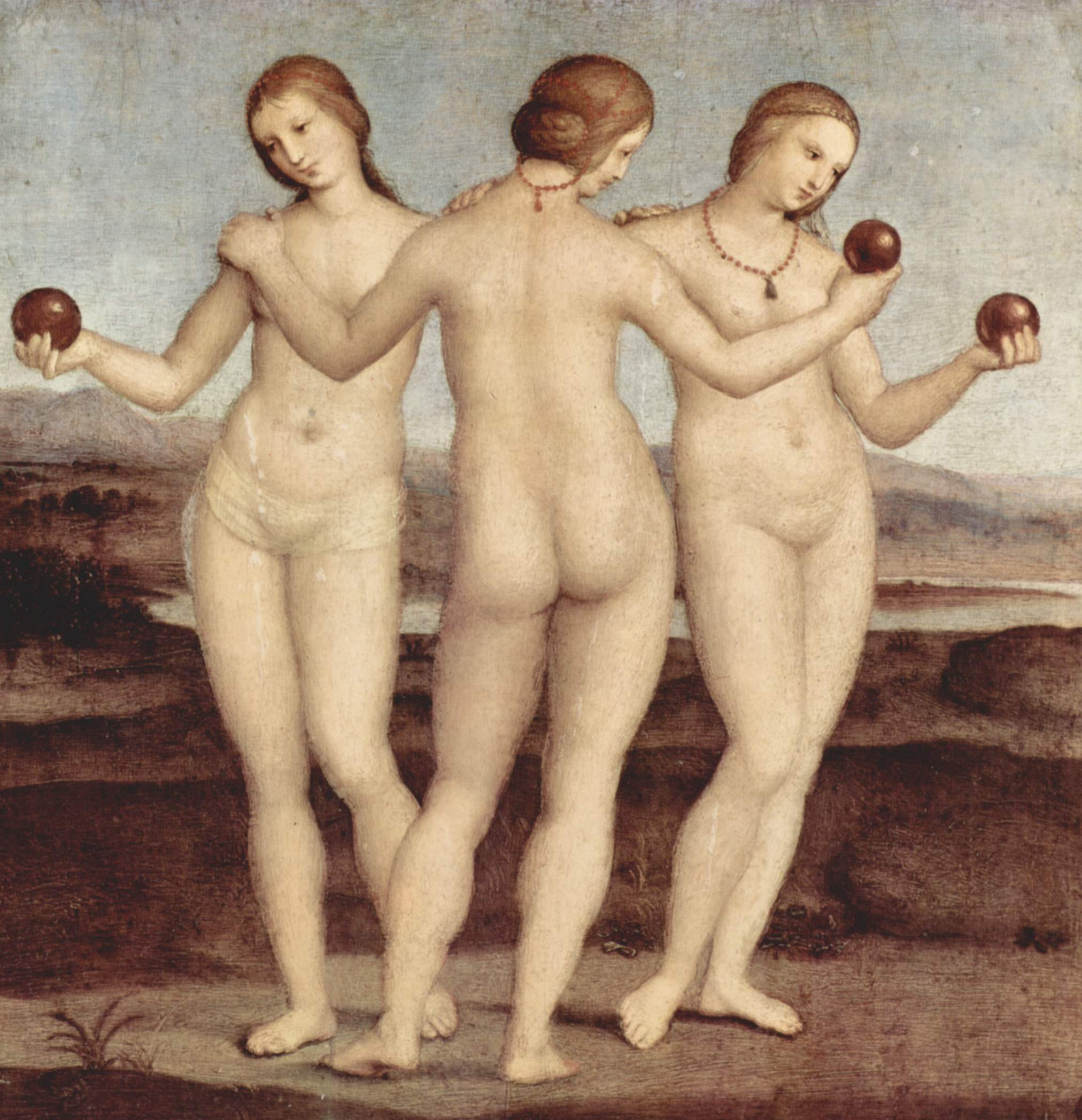
Trzy Gracje

We Florencji zaczął kształtować się styl i tematyka dzieł Rafaela. Malarz zaczął stopniowo odchodzić od tematyki religijnej, skupiając się przede wszystkim na tematach klasycznych. Na obrazach zaczął ukazywać poczucie harmonii i spokoju w przyrodzie, powagę, wdzięk i piękno postaci ludzkich. W 1504 roku namalował Portret młodzieńca z jabłkiem. Przypuszczalnie na obrazie został uwieczniony Francesco Maria Della Rovere. W latach 1504–1505 powstał Sen Scypiona (również Sen rycerza), interpretowany jako przedstawienie snu Scypiona Afrykańskiego Młodszego. W tych samych latach Rafael namalował Trzy Gracje. Ze względu na wymiary (zbliżone do Snu rycerza) podejrzano, że oba dzieła mogły stanowić dyptyk.
Będąc we Florencji Rafael namalował również kolejne obrazy przedstawiające Madonnę z Dzieciątkiem. Były to: Madonna Terranuova (1505), Mała Madonna Cowper (ok. 1505), Madonna del Granduca (1505–1506), Madonna ze szczygłem (1506), Madonna Orleańska (ok. 1506–1507), Madonna dell’angelo (ok. 1506), Madonna dei Garofani (ok. 1506–1507), Madonna Bridgewater (ok. 1507), Piękna Ogrodniczka (1507), Madonna Tempi (1508), Wielka Madonna Cowper (1508), Madonna Colonna (ok. 1508). Powstała również Madonna pod baldachimem (ok. 1507–1508), której autorstwo Rafaela jest kwestionowane.

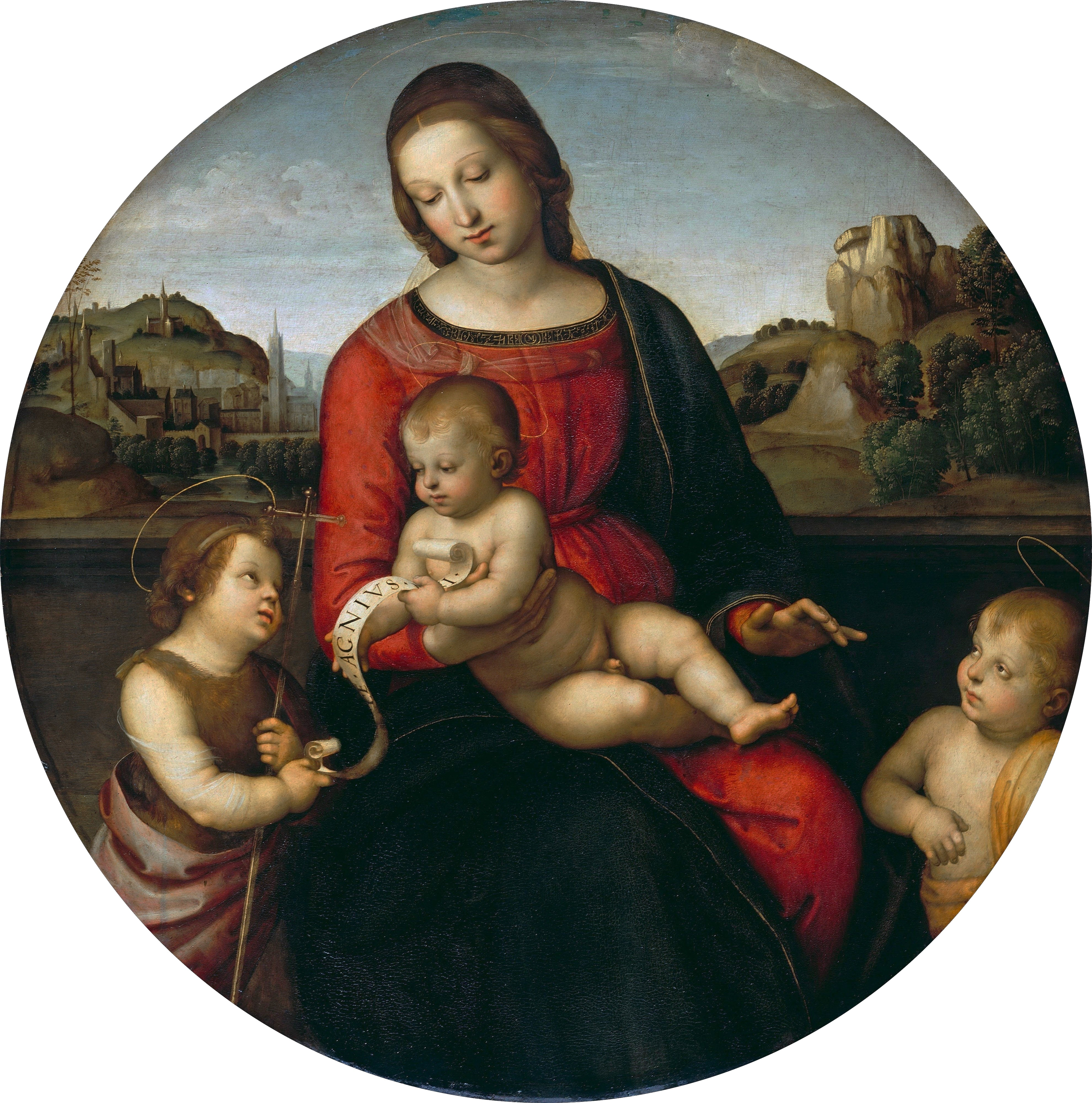
Madonna Terranuova
Mała Madonna Cowper
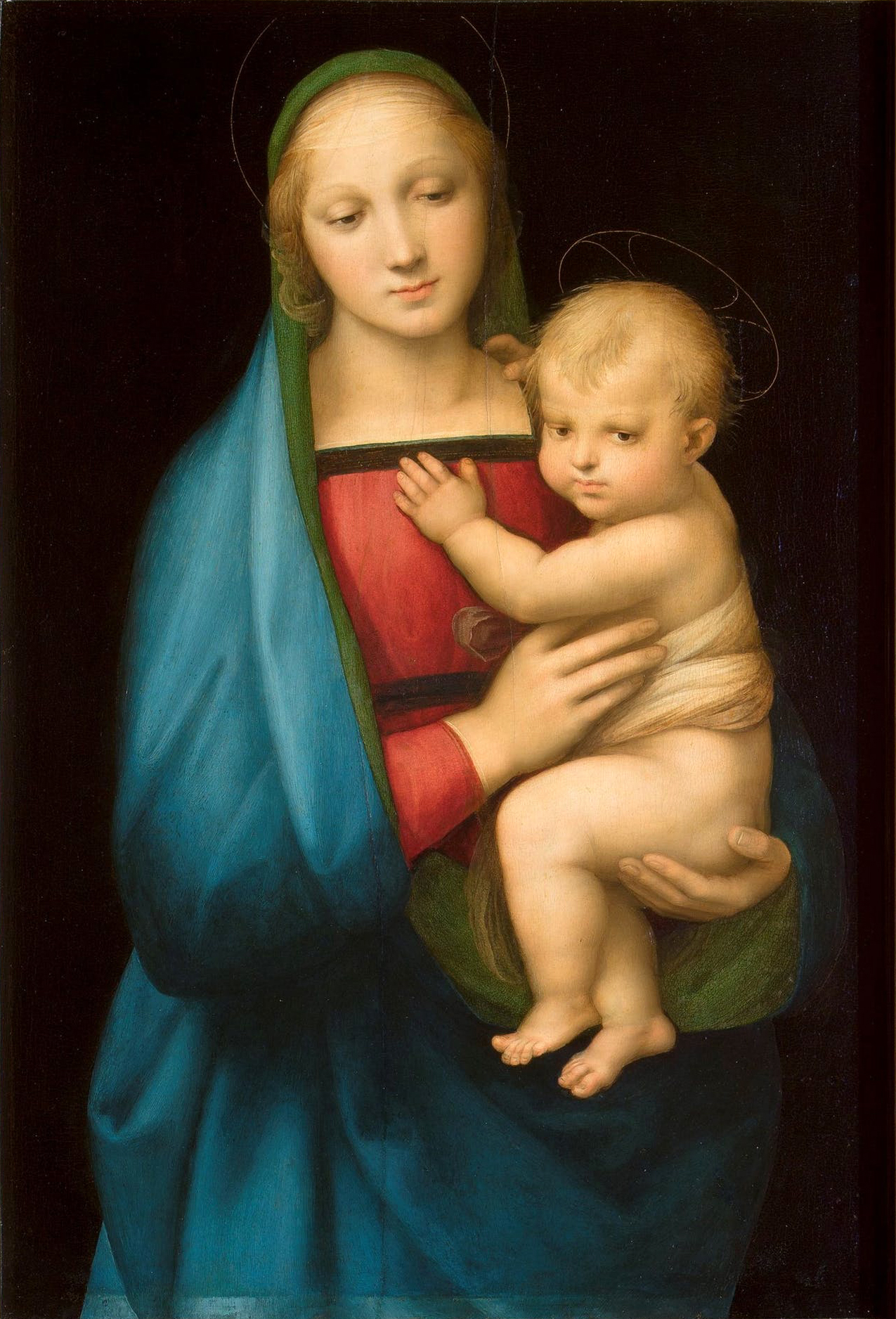
Madonna del Granduca
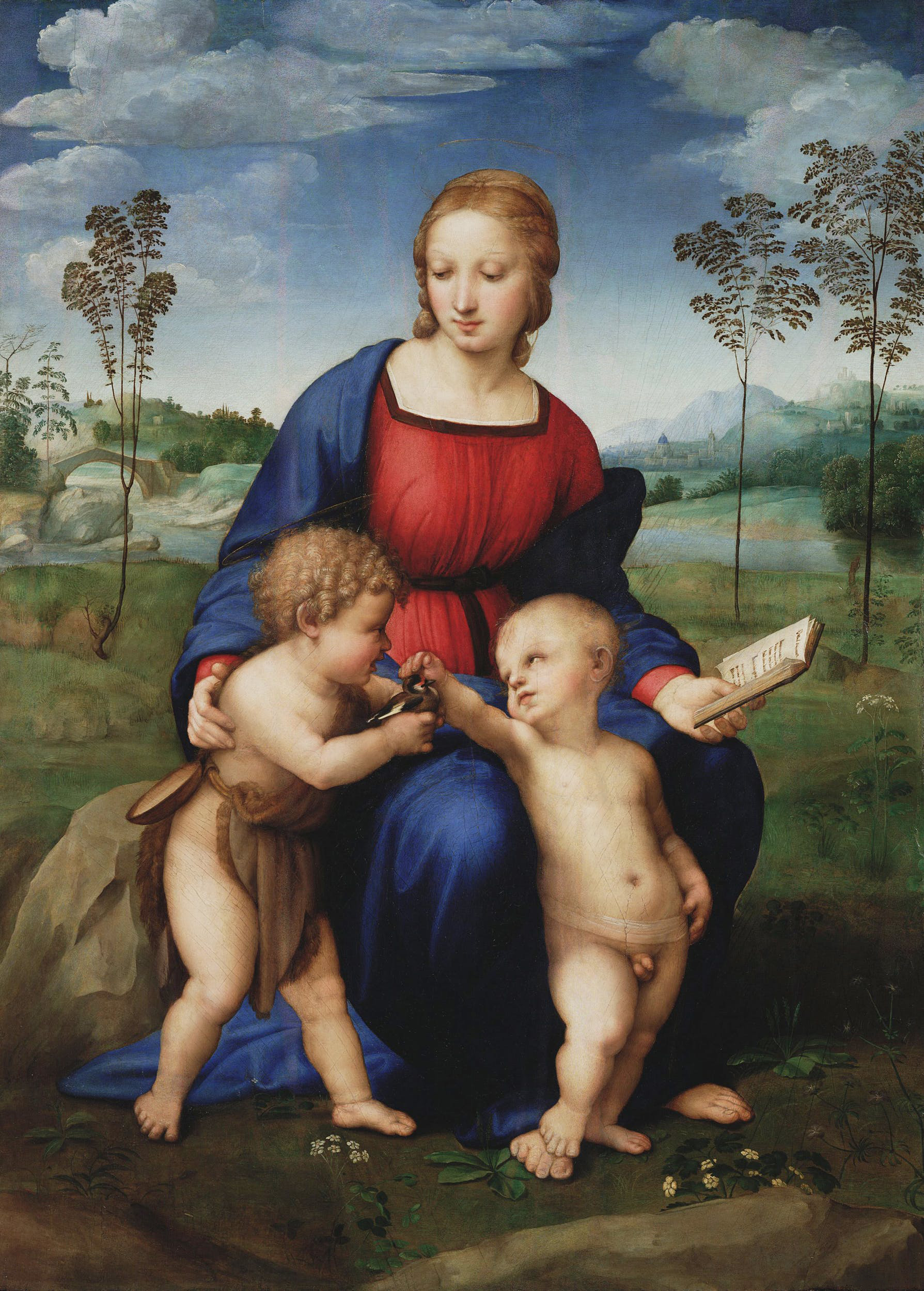
Madonna ze szczygłem
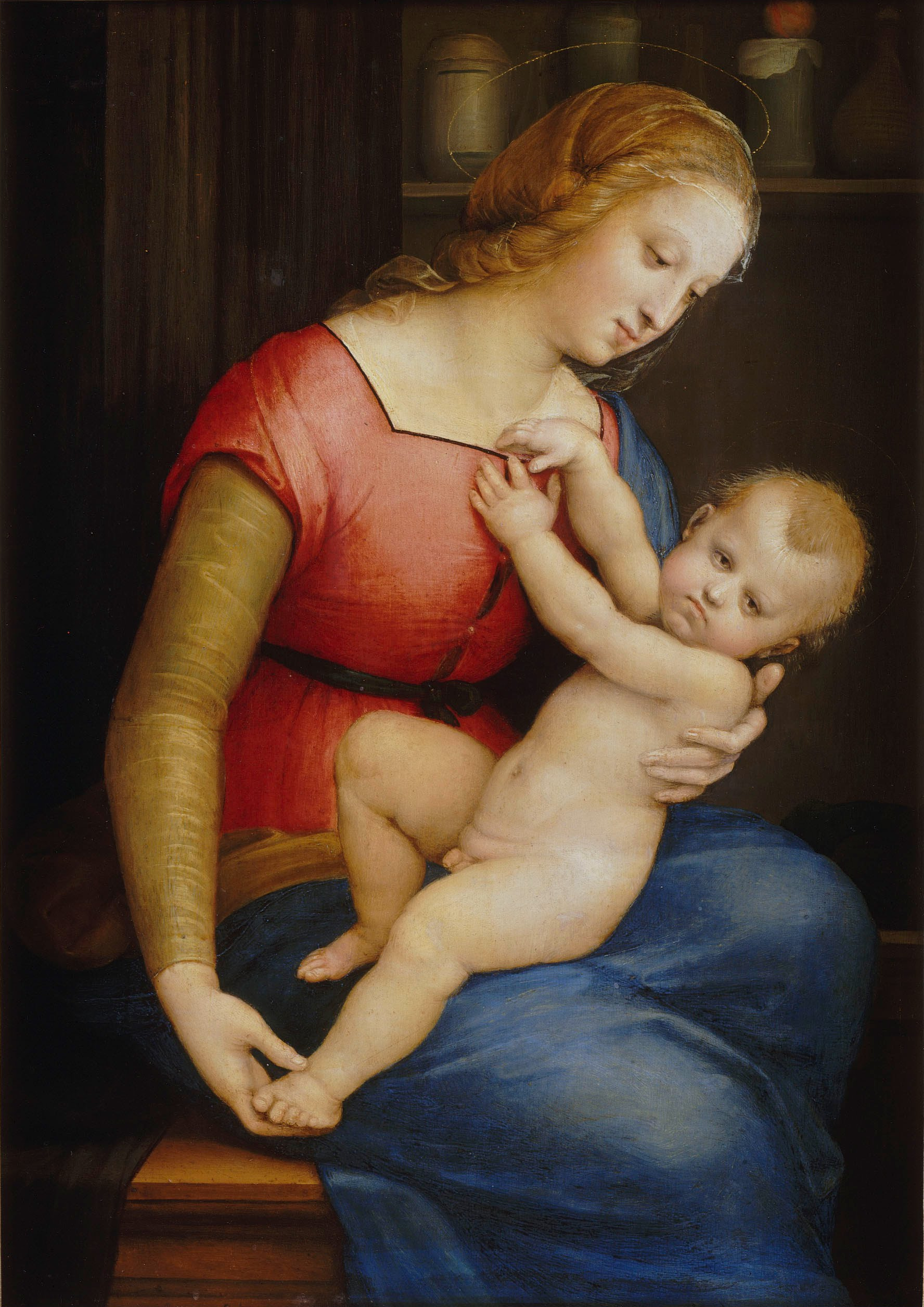
Madonna Orleańska
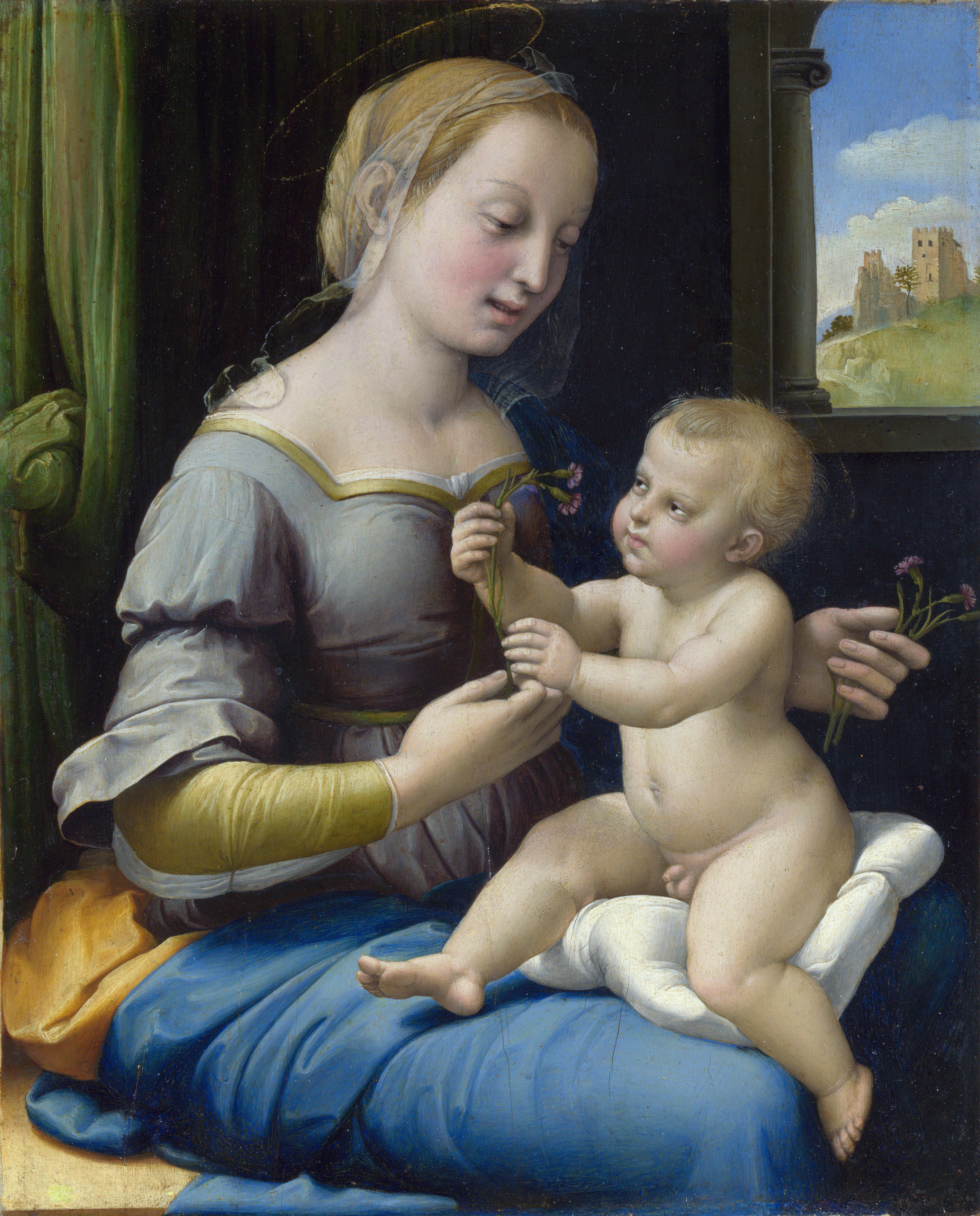
Madonna dei Garofani
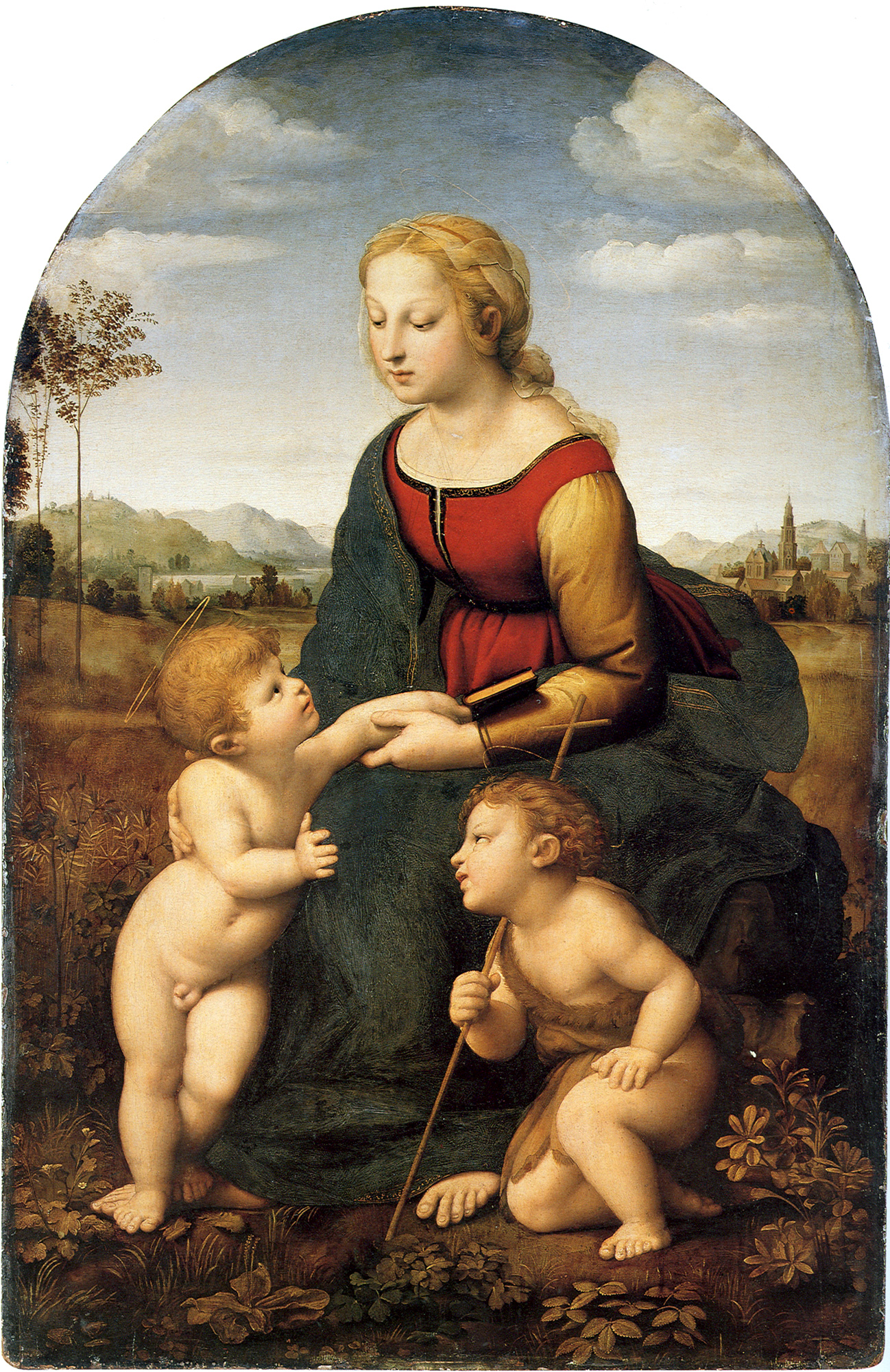
Piękna Ogrodniczka
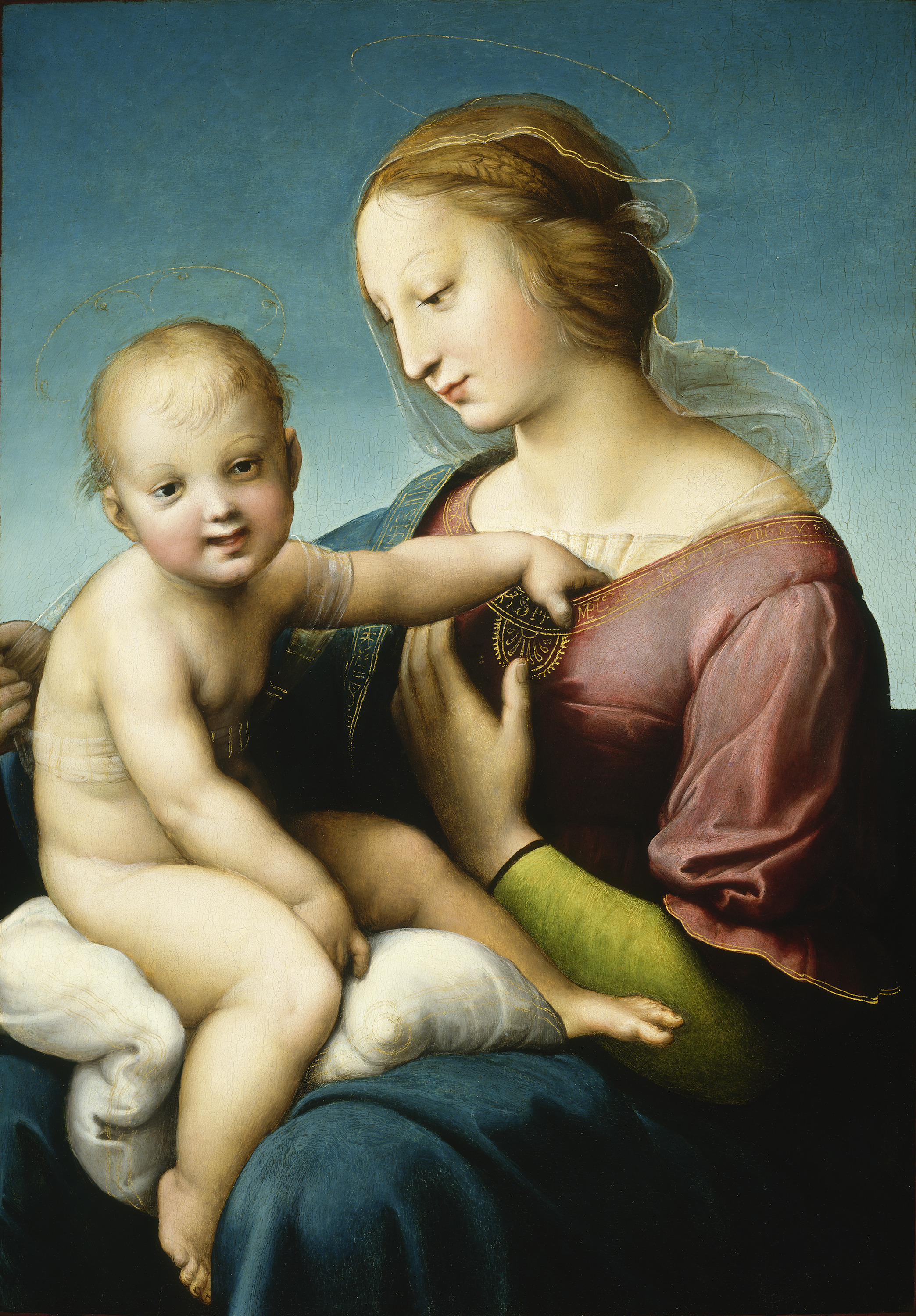
Wielka Madonna Cowper
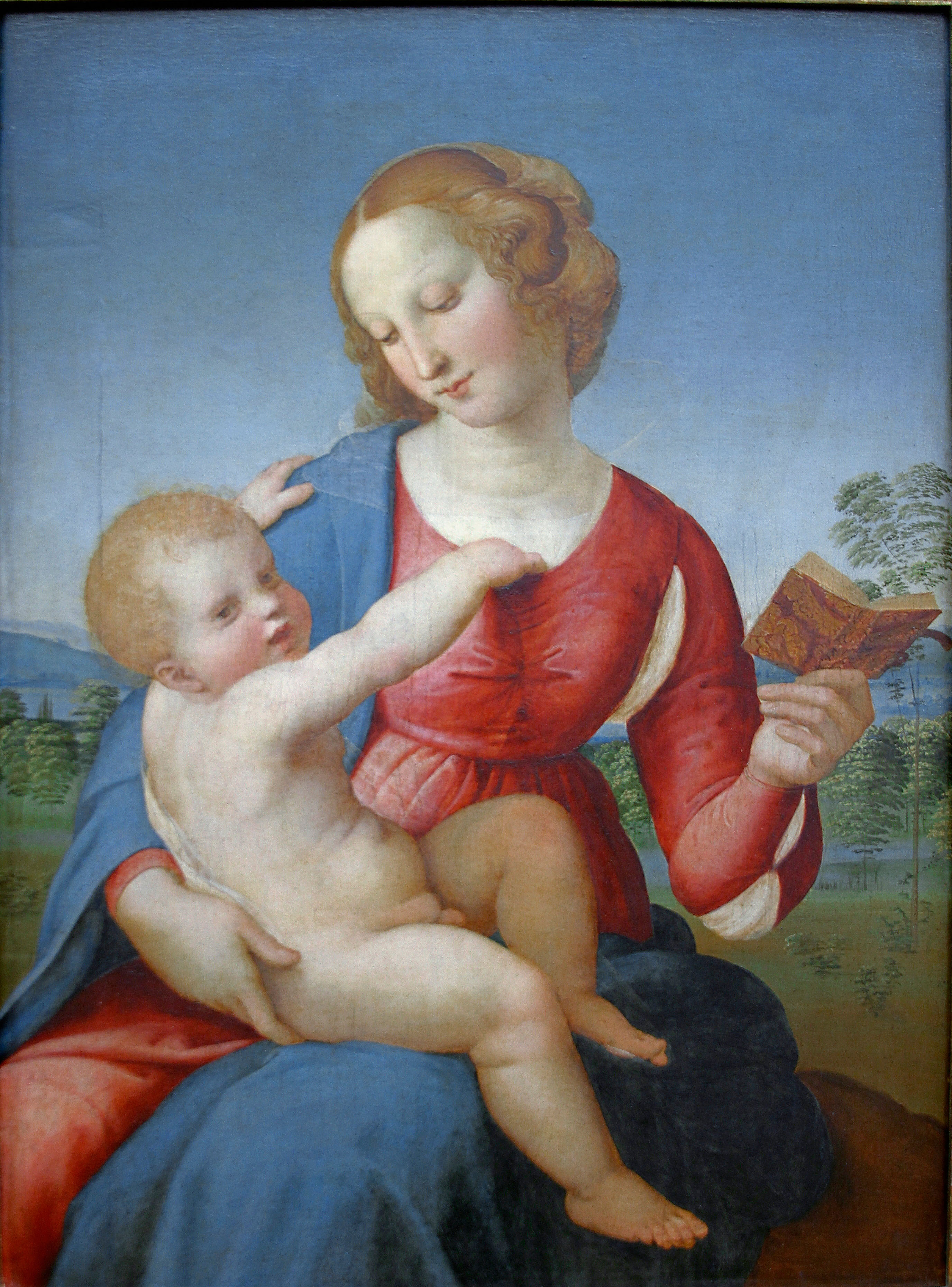
Madonna Colonna

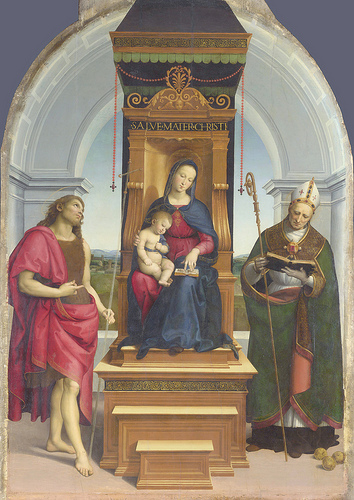
Ołtarz Ansideich

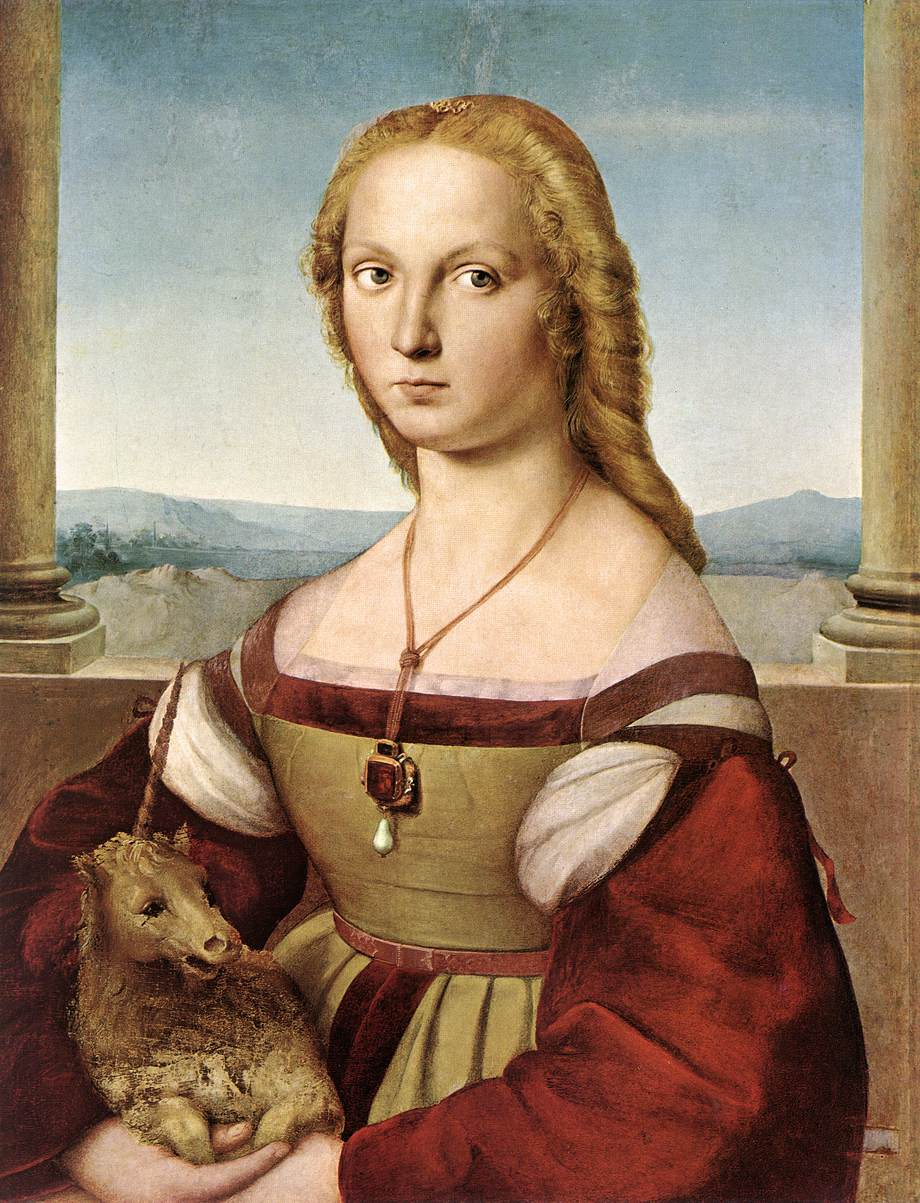
Dama z jednorożcem

Obok Madonn Rafael malował również inne obrazy o tematyce religijnej: Świętego Michała walczącego z szatanem (1504), Kazanie Jana Chrzciciela (ok. 1505), dwie wersje Świętego Jerzego zabijającego smoka (pierwsza wersja w 1505, druga rok później), Chrystusa błogosławiącego (ok. 1506), Święta Rodzina z bezbrodym Józefem (ok. 1506), Świętą Rodzinę z palmą (ok. 1507), Świętą Rodzinę z Janem Chrzcicielem i Świętą Elżbietą (1507–1508), Świętą Katarzynę Aleksandryjską (ok. 1507 lub 1508), Świętą Rodzinę z barankiem . Wraz z Perugino w latach 1504–1508 pracował również nad freskiem Trójca święta i świeci.
Przebywając we Florencji Rafael często wyjeżdżał. Przypuszczalnie w tym okresie nadal prowadził odziedziczoną po ojcu pracownię w Urbino. Będąc w Bolonii namalował Pokłon pasterzy. Rafael namalował również Ołtarz Ansideich, który trafił do kaplicy Ansideich w kościele San Fiorenzo dei Serviti w Perugii. Data powstania dzieła jest przedmiotem sporów wśród historyków sztuki. Prace nad obrazem mogły rozpocząć się jeszcze przed przyjazdem malarza do Florencji. Przypuszczalnie obraz został ukończony w 1505 lub 1506 roku. Ponadto w latach 1504–1508 Rafael pracował nad obrazem Złożenie do grobu, który miał trafić do kaplicy rodowej w kościele San Francesco al Prato w Perugii.
W okresie tym Rafael zajął się również malowaniem portretów. Będąc we Florencji powstały Dama z jednorożcem (1505–1507), Brzemienna (1507), Portret młodej kobiety (La Muta, 1507–1508). W 1508 roku powstały dwa obrazy noszące tytuł Portret młodzieńca. Jeden z nich, znajdujący się w zbiorach Muzeum Sztuk Pięknych w Budapeszcie namalował Rafael, drugi, znajdujący się w zbiorach Palazzo Pitti we Florencji jest Rafaelowi przypisywany. Przez wiele lat uważano, że Dama z jednorożcem przedstawia św. Katarzynę Aleksandryjską, jednak podczas przeprowadzonych w 1935 roku prac konserwatorskich ukazała się postać jednorożca, symbolizująca niewinność. Błędna identyfikacja postaci uwiecznionej na obrazie wynikła z domalowania płaszcza, palmy i koła kilka lat po wykonaniu dzieła. Na Portrecie młodej kobiety widać zainspirowanie Rafaela malarstwem flamandzkim.

### Pobyt w Rzymie (1508–1520)

#### Prace w Pałacu Watykańskim

##### Stanze Watykańskie
W 1508 roku namówiony przez architekta i swojego dalekiego krewnego Donata Bramantego papież Juliusz II wezwał Rafaela do przeniesienia się do Rzymu. Juliusz II chcąc odbudować i wzmocnić Państwo Kościelne sprowadzał do Rzymu licznych artystów, którzy na jego zlecenie tworzyli różne dzieła o tematyce religijnej. Dzięki staraniom Juliusza II Rzym odzyskał świetność i ponownie stał się ważnym ośrodkiem renesansu w Europie. Obok Rafaela w Rzymie pracowali również: Michał Anioł, Bramante, rodzina Sangallów (Giuliano da Sangallo, Antonio da Sangallo Młodszy, Bastiano da Sangallo), Bramantino, Lorenzo Lotto.
Rafael przybył do Rzymu jesienią lub zimą 1508 lub też na początku 1509. Tuż po przeprowadzce Rafael rozpoczął pracę nad dekoracją Stanz Watykańskich, pomieszczeń w północnym skrzydle Pałacu Watykańskiego, w których przebywał papież Juliusz II. W skład Stanz Watykańskich wchodzą cztery pomieszczenia: Stanza della Segnatura, Stanza di Eliodoro, Stanza di Costantino oraz Stanza dell’Incendio. W każdej z sal miały znaleźć się malowidła z programem ikonograficznym, zaproponowanym przez Juliusza II oraz współpracujących z nim humanistów i teologów. Nie wiadomo, czy prace nad dekoracjami Rafael rozpoczął jeszcze w 1508 roku. Pierwszym dokumentem świadczącym o jego pracy nad dekoracjami było polecenie zapłaty z 1509 roku. Według relacji Vasariego Rafael najpierw stworzył malowidła w Stanza della Segnatura. W tej sali pracował również Giovanni Antonio Bazzi (zwany Sodomą), który odpowiadał za sklepienie. Po wykonaniu malowideł Juliusz II miał być tak zachwycony pracą Rafaela, że powierzył mu wykonanie pozostałych dekoracji. Rafael jest autorem zdecydowanej większości dekoracji, tylko kilka fragmentów w dwóch pierwszych Stanzach wzbudza wątpliwości co do jego autorstwa. Autorstwo dekoracji w komnatach jest przedmiotem sporów, nie wiadomo, które z nich wykonał Rafael, a które jego uczniowie.
W powstałych latach 1508–1511 malowidłach w Stanza della Segnatura Rafael uwiecznił alegorie uniwersyteckich fakultetów średniowiecznych oraz motywy nawiązujące do neoplatonizmu i innych nurtów filozoficznych. Dysputa o Najświętszym Sakramencie prezentuje sferę nieba chrześcijańskiego i sferę Kościoła, podczas dysputy o zadaniach i celach wiary. W sali tej znalazła się również Szkoła Ateńska. Fresk ten przedstawia grupę filozofów antycznych, z Platonem i Arystotelesem w centrum. Większość filozofów ma twarze i cechy osób współczesnych artyście. Prawdopodobnie w roli Platona został obsadzony Leonardo da Vinci, a Heraklita – Michał Anioł. Na czwartej ścianie tematem przewodnim fresków, wykonanych przez uczniów Rafaela, jest Sprawiedliwość. Na freskach w Stanza della Segnatura dostrzegalne są monumentalne formy postaci, inspirowane twórczością artystyczną Michała Anioła.

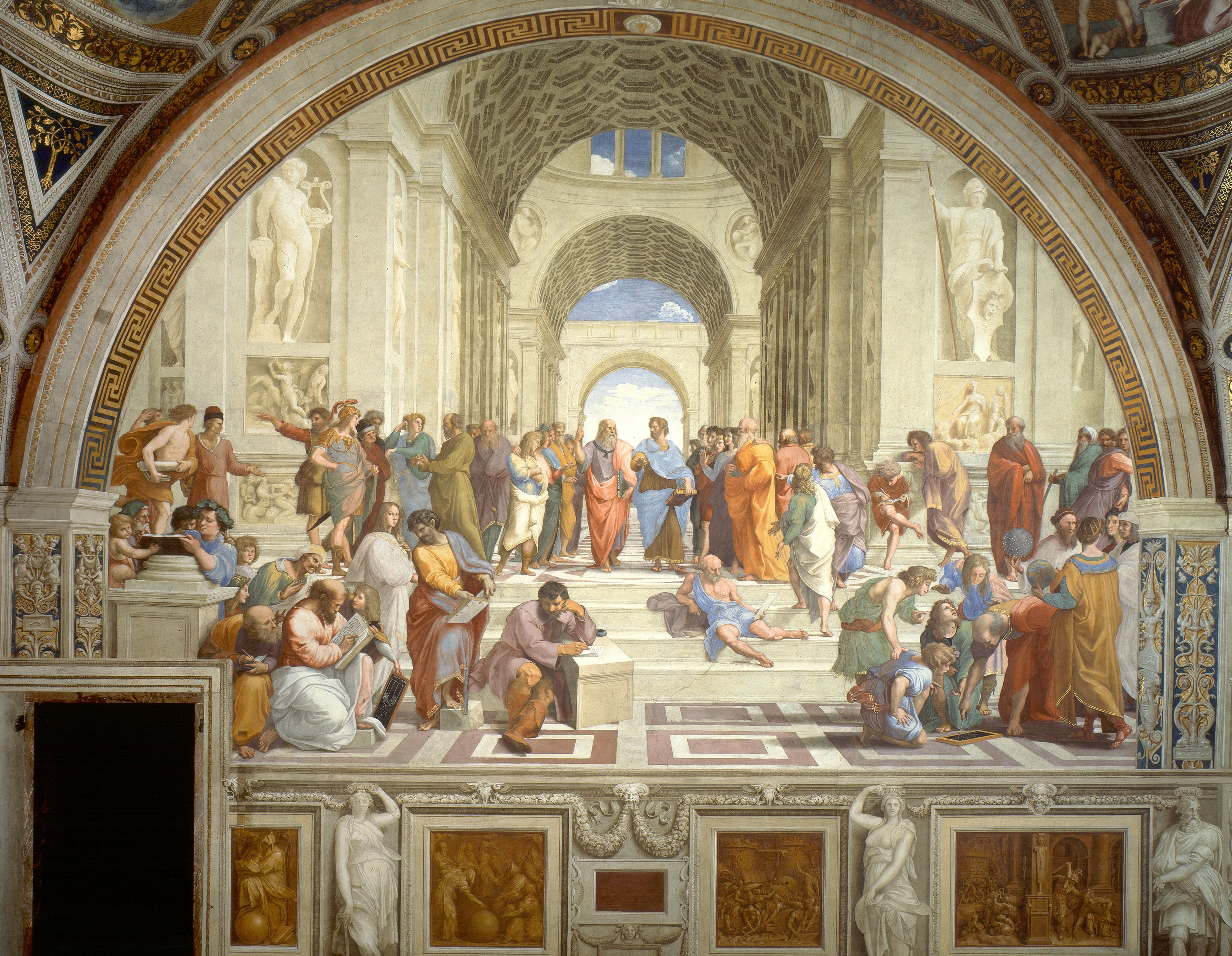
Szkoła Ateńska
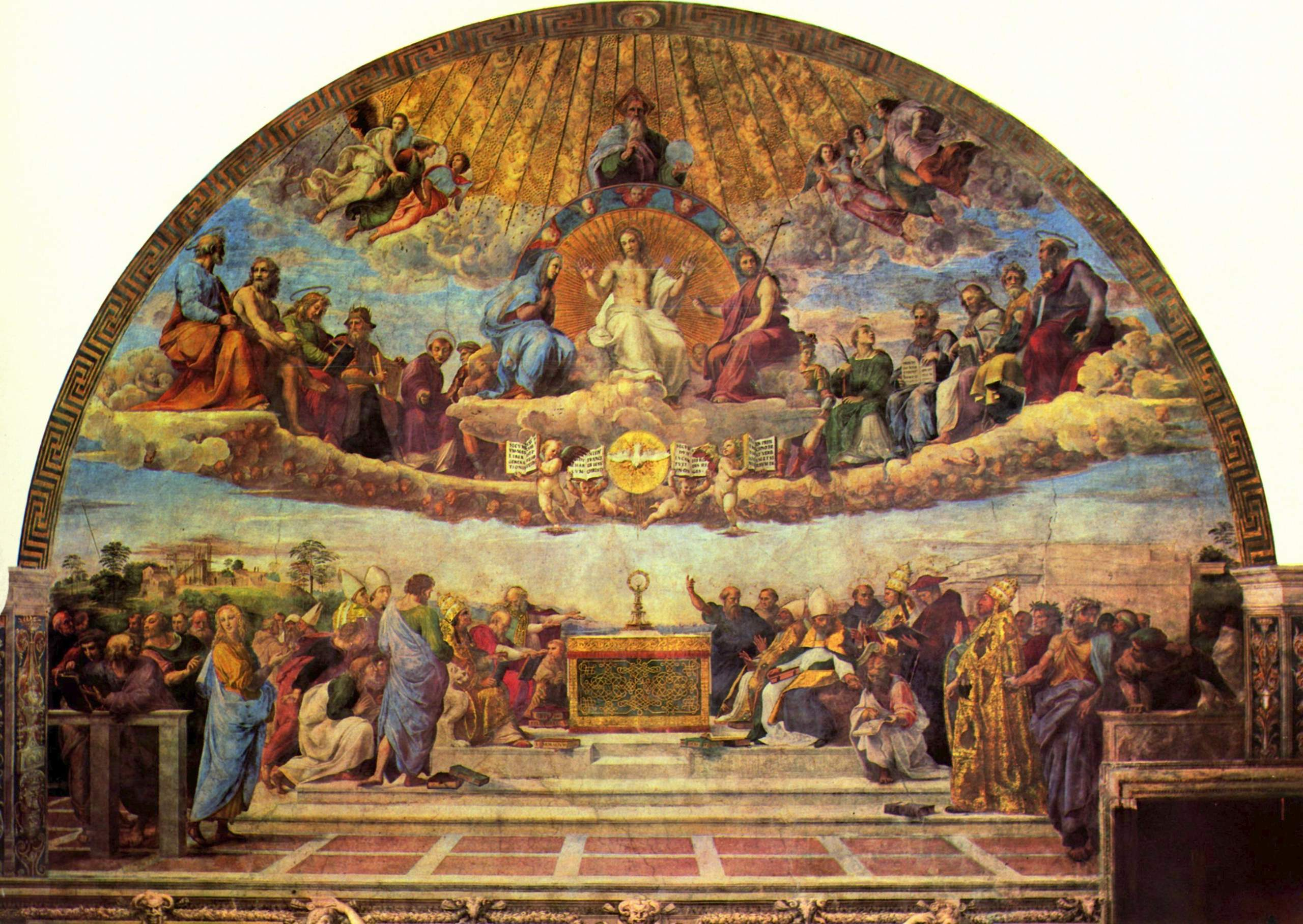
Dysputa o Najświętszym Sakramencie
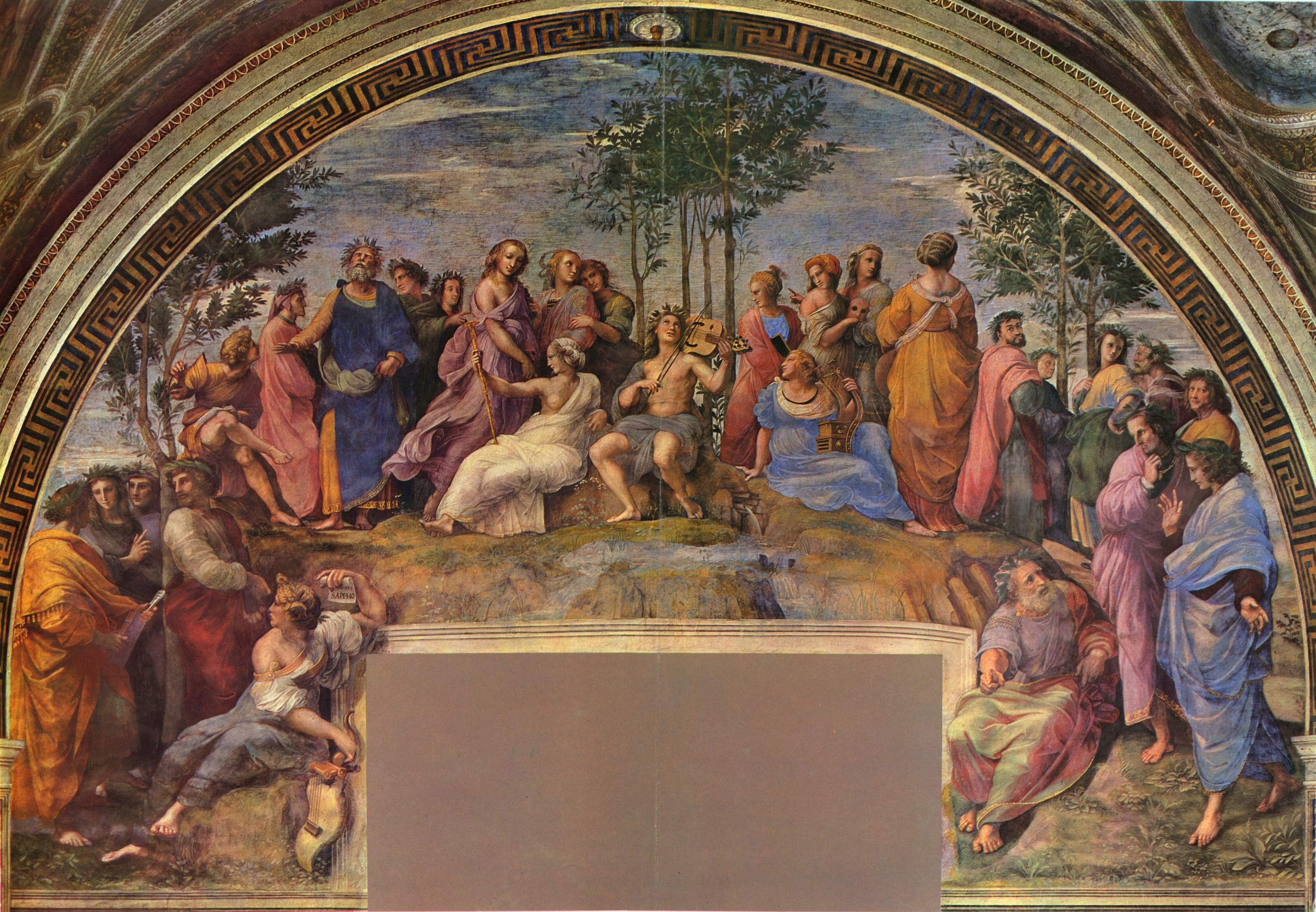
Parnas

W latach 1511–1514 Rafael i jego uczniowie pracowali nad freskami w Stanza di Eliodoro. Tematem przewodnim fresków jest rola Boga w historii Kościoła katolickiego. Freski miały podkreślić autorytet papiestwa i Kościoła, a także ich dominującą rolę w stosunku do wszystkich innych instytucji. W skład zespołu fresków wchodzą cztery sceny: Wypędzenie Heliodora ze świątyni, Msza Bolseńska, Uwolnienie świętego Piotra z okowów i Spotkanie papieża Leona I z Attylą (również: Spotkanie Leona Wielkiego z Attylą). Freski na sklepieniu przedstawiają sceny ze Starego Testamentu (Krzak gorejący, Schody Jakuba, Bóg objawiający się Noemu, Ofiara Izaaka), cokół zdobi jedenaście monochromatycznych przedstawień kariatyd, pod kariatydami zaś znajdują się pozorne reliefy ukazujące dobrobyt na terenach Państwa Kościelnego.
Za każdą salę ozdobioną freskami Rafael otrzymywał zapłatę w wysokości 12 tys. dukatów.

##### Inne prace w Pałacu Watykańskim

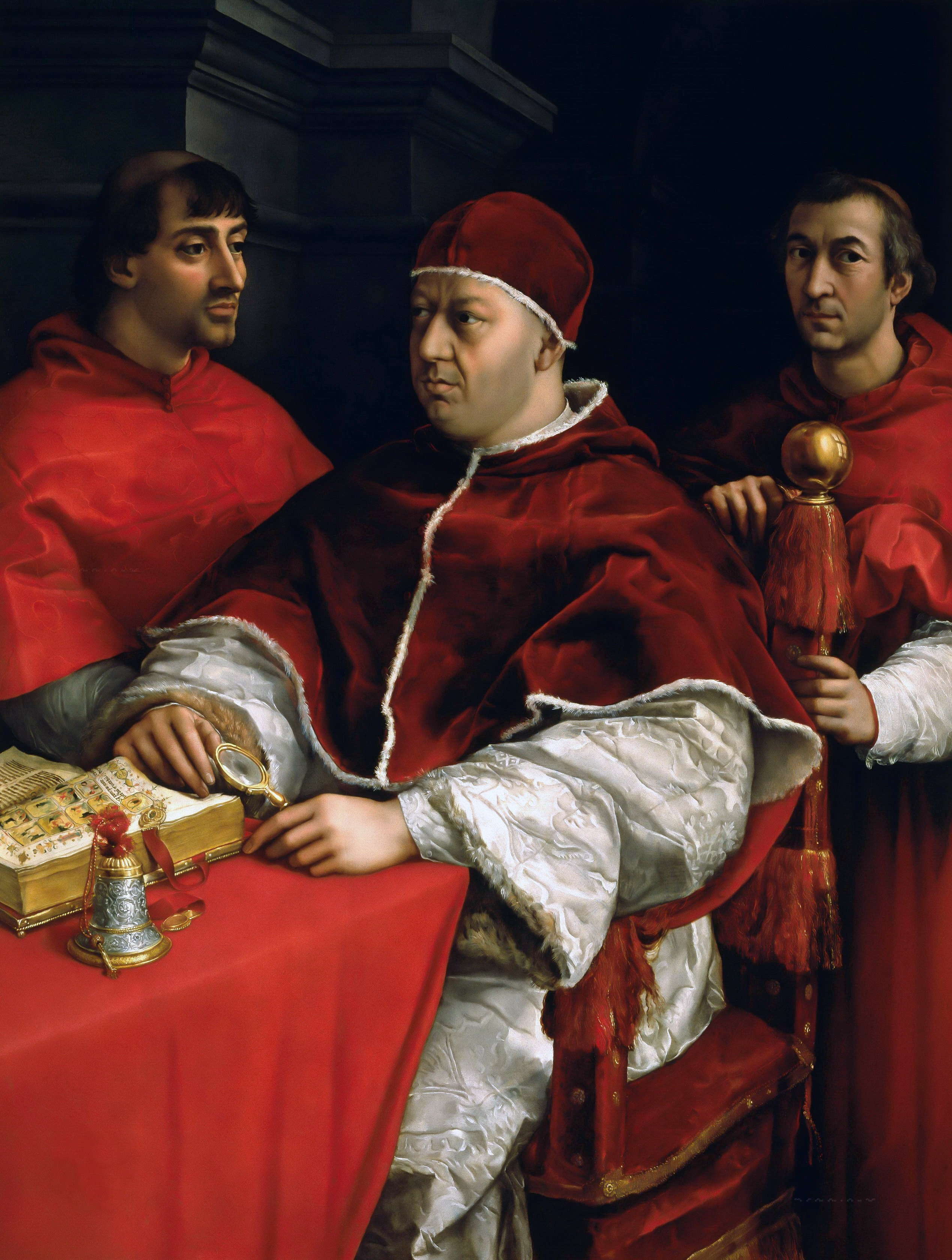
Papież Leon X z kardynałami

9 marca 1513 roku nowym papieżem został Giovanni de’Medici, który przyjął imię Leona X. Nowy papież kontynuował zamówienia poprzednika, w związku czym Rafael pozostał w mieście, gdzie pracował nad obrazami, projektami architektonicznymi oraz dekoracjami teatralnymi. Ze względu na dużą liczbę zleceń Rafael korzystał z pomocy współpracowników, którymi byli jego uczniowie (m.in. Gianfrancesco Penni, Giulio Romano, Giovanni da Udine, Raffaellino del Colle, Polidoro da Caravaggio, Perino del Vaga). Warsztat Rafaela mieścił się na placu Świętego Piotra. Na zlecenie papieża 1 lipca 1514 roku rozpoczęto prace nad malowidłami w Stanza dell’Incendio di Borgo. Tamtejsze freski przedstawiają sceny z życia papieży noszących imię Leon i które nawiązują do życia i działalności Leona X. Prace w Stanza dell’Incendio di Borgo zakończyły się w 1517 roku, autorstwa Rafaela jest scena Pożaru Borgo. W sali znajduje się również fresk Bitwa pod Ostią, według szkicu Rafaela. Malowidło to wykonali jego uczniowie, głównie Giulio Romano.
W latach 1514–1516 Rafael wykonywał kartony do arrasów, które miały być umieszczony pod piętnastowiecznymi freskami w Kaplicy Sykstyńskiej. Na kartonach uwieczniono sceny z życia świętych Piotra i Pawła i ich roli w historii Kościoła katolickiego. Tkaniny poświęcone św. Piotrowi miały trafić do części kaplicy przeznaczonej dla duchownych, a te poświęcone św. Pawłowi w części dla wiernych. Po śmierci Rafaela kartony zostały dopracowane. Gotowe prace zaprezentowano w 1521 roku. Powstało w sumie dziesięć kartonów, trzy z nich zaginęły w późniejszych latach.
Nie wiadomo, czy podczas prac nad freskami w Pałacu Watykańskim Rafael miał okazję zobaczyć powstające w tym samym czasie malowidła Michała Anioła na sklepieniu Kaplicy Sykstyńskiej. Według przekazu Vasariego Rafael miał w porozumieniu z Bramantem wejść na rusztowania w Kaplicy podczas nieobecności Michała Anioła. Historia ta uchodzi za nieprawdziwą.

#### Prace dla Agostina Chiciego

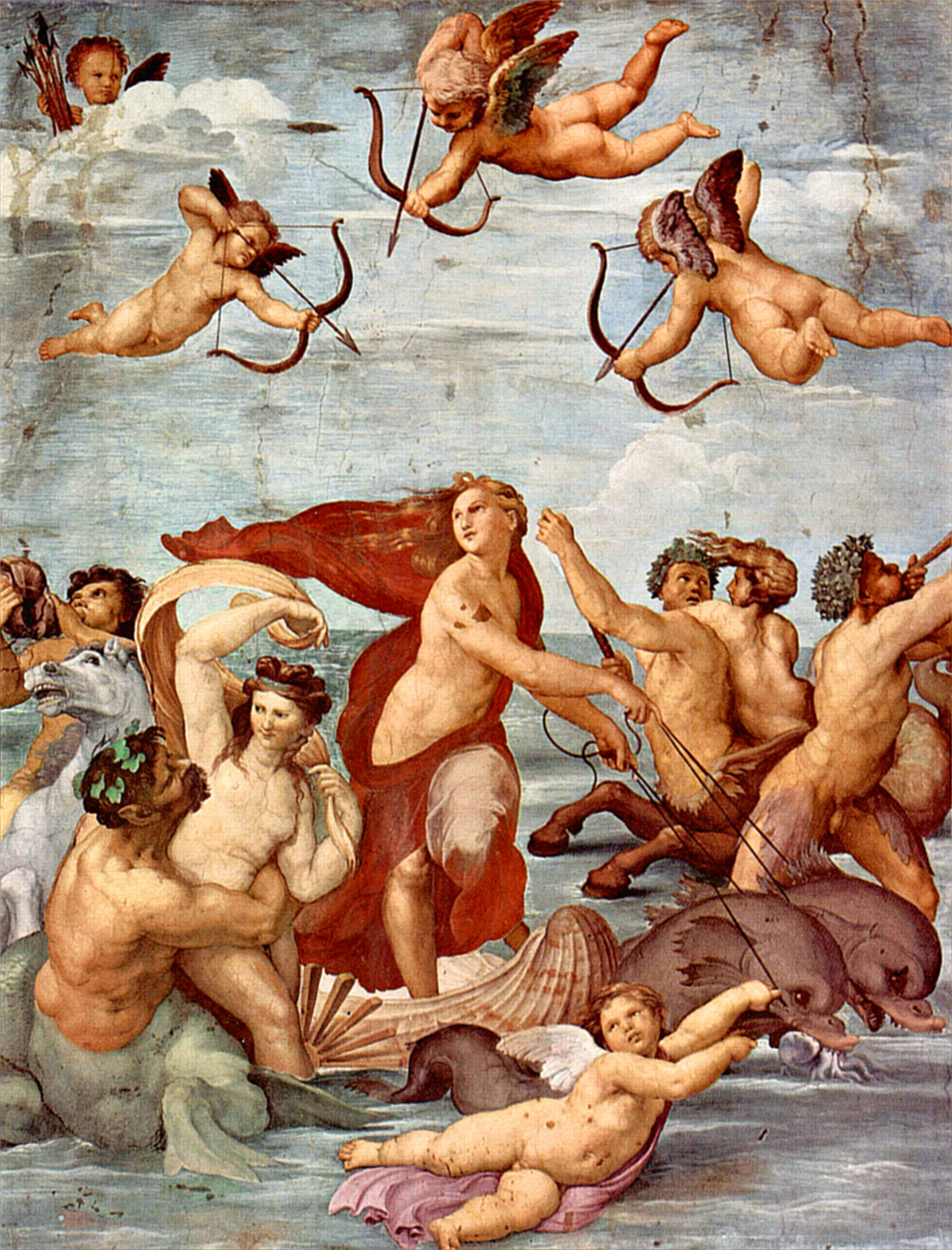
Triumf Galatei

Dzięki papieskim zleceniom Rafael stał się znanym malarzem. Otrzymywał zlecenia od kardynałów i arystokratów, chcących od niego namalowania portretu. Jednym ze zleceniodawców Rafaela był pochodzący z Sieny bankier Agostino Chigi, dla którego Rafael wykonał prace o tematyce świeckiej. Najważniejszą pracą dla Agostina Chigi był fresk Triumf Galatei z 1511 roku, który znajduje się w jednej z sal Villa Farnesina. Temat przewodni fresku został zaczerpnięty z Metamorfoz Owidiusza. Galatea była nimfą morską zakochaną w pasterzu Akisie, zaś w Galatei był zakochany cyklop Polifem. Tragiczny układ miłosny skończył się śmiercią pasterza z ręki zazdrosnego cyklopa. Według legendy Rafael miał ukończyć fresk po piętnastu dniach pracy. W pracach w Villa Farnesina uczestniczyli również uczniowie Rafaela.
Chigi zlecił Rafaelowi również projekt pawilonów przy willi oraz własną kaplicę grobową w kościele Santa Maria del Popolo w Rzymie. W tym samym czasie Rafael namalował dekoracje kościoła Santa Maria della Pace, przemalowane w okresie baroku przez Pietra da Cortonę. Do czasów współczesnych zachował się fresk Sybille i anioły.

#### Inne prace podczas pobytu w Rzymie

##### Obrazy

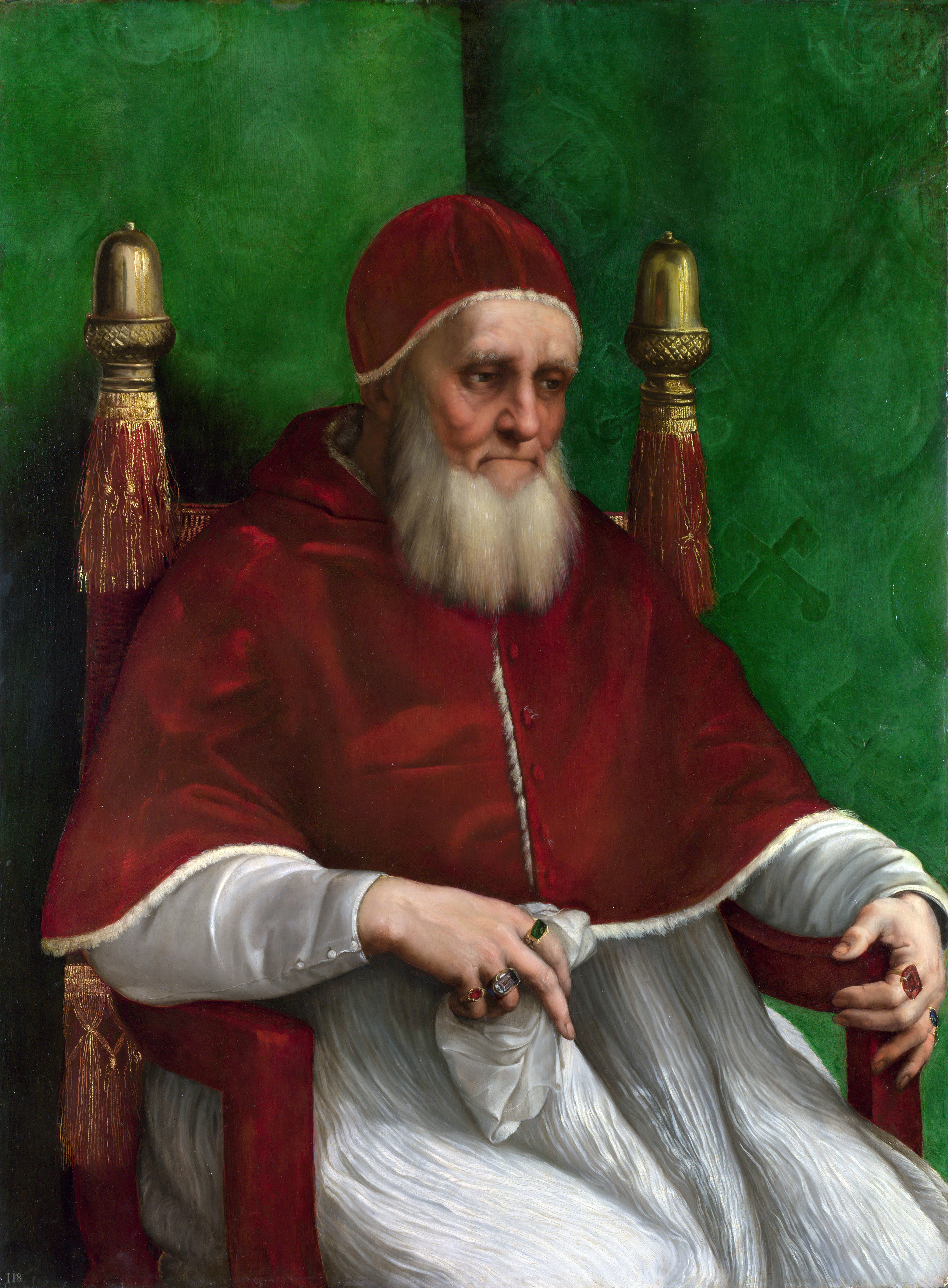
Portret Juliusza II

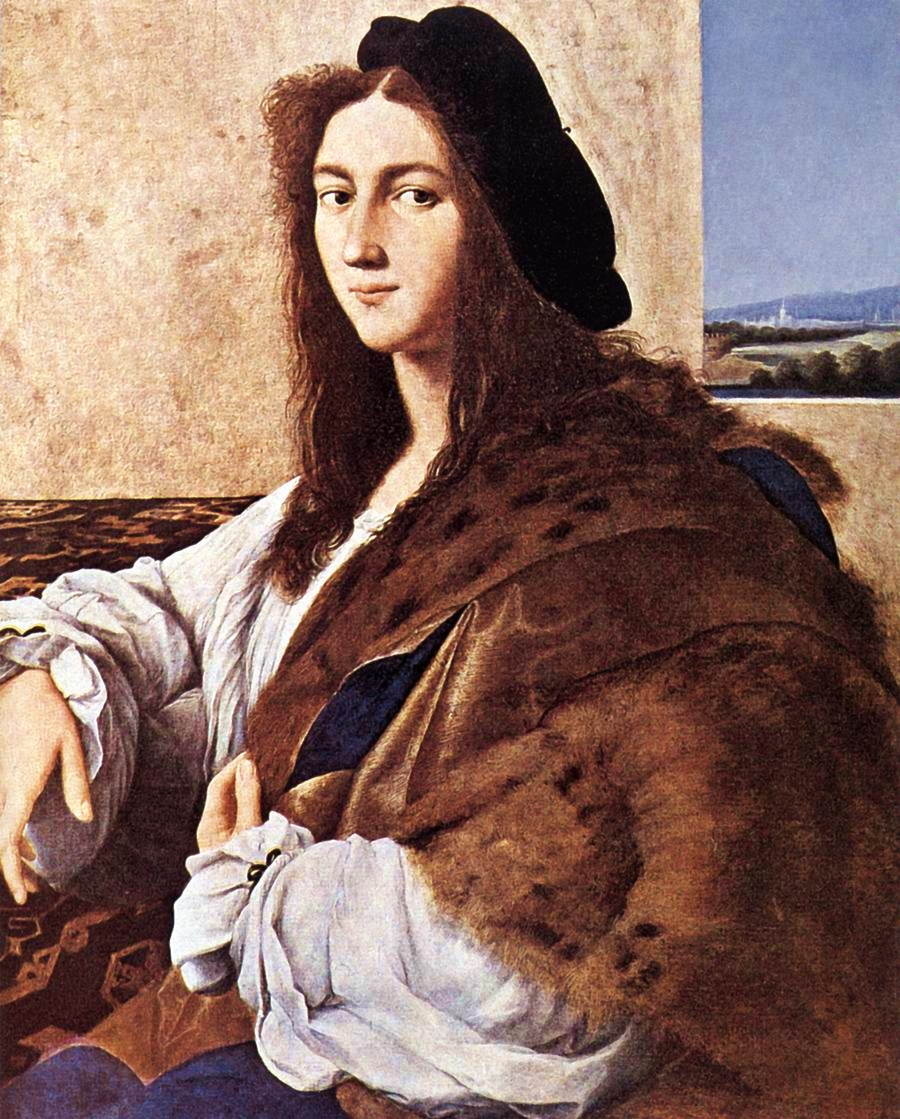
Portret młodzieńca

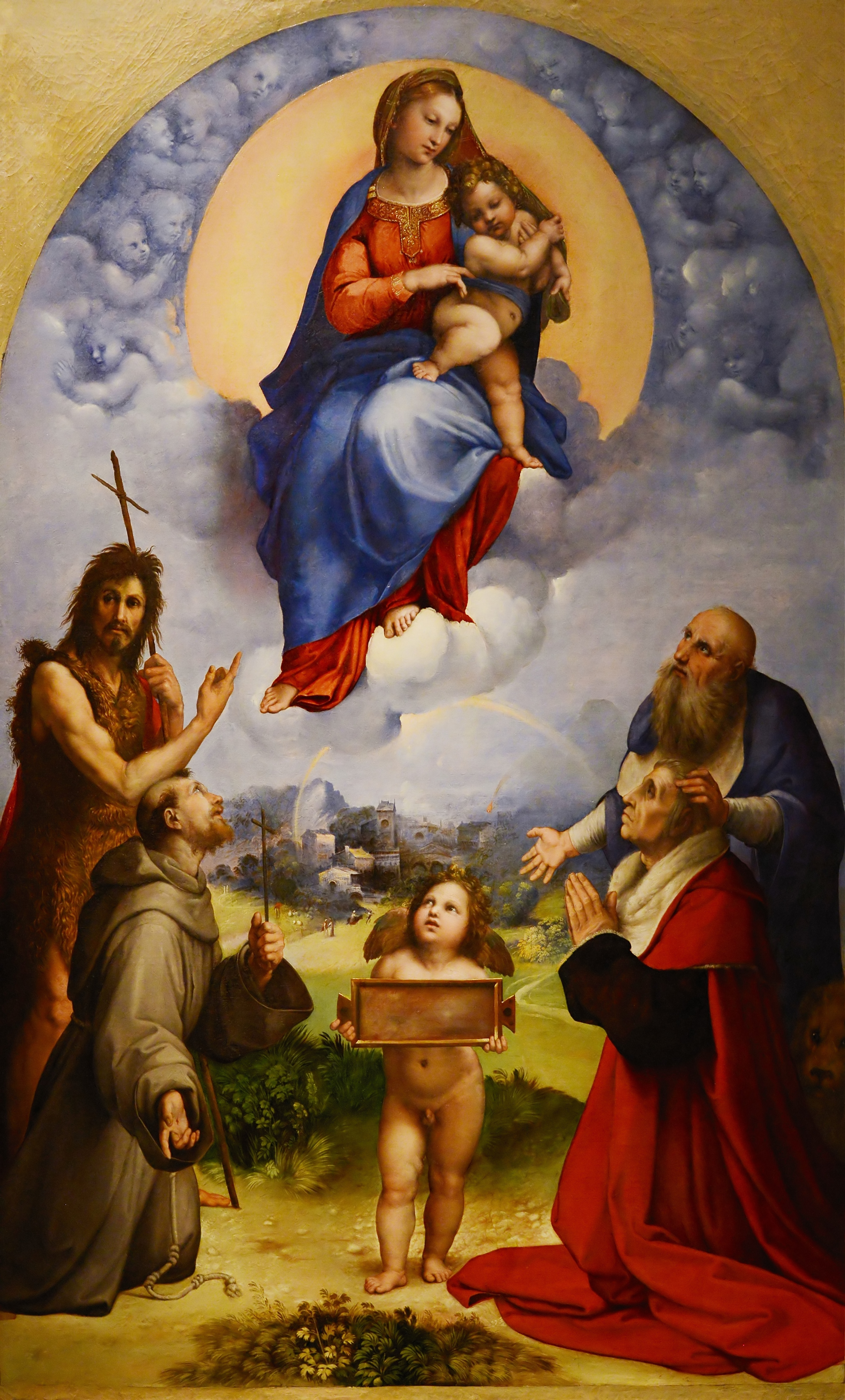
Madonna di Foligno

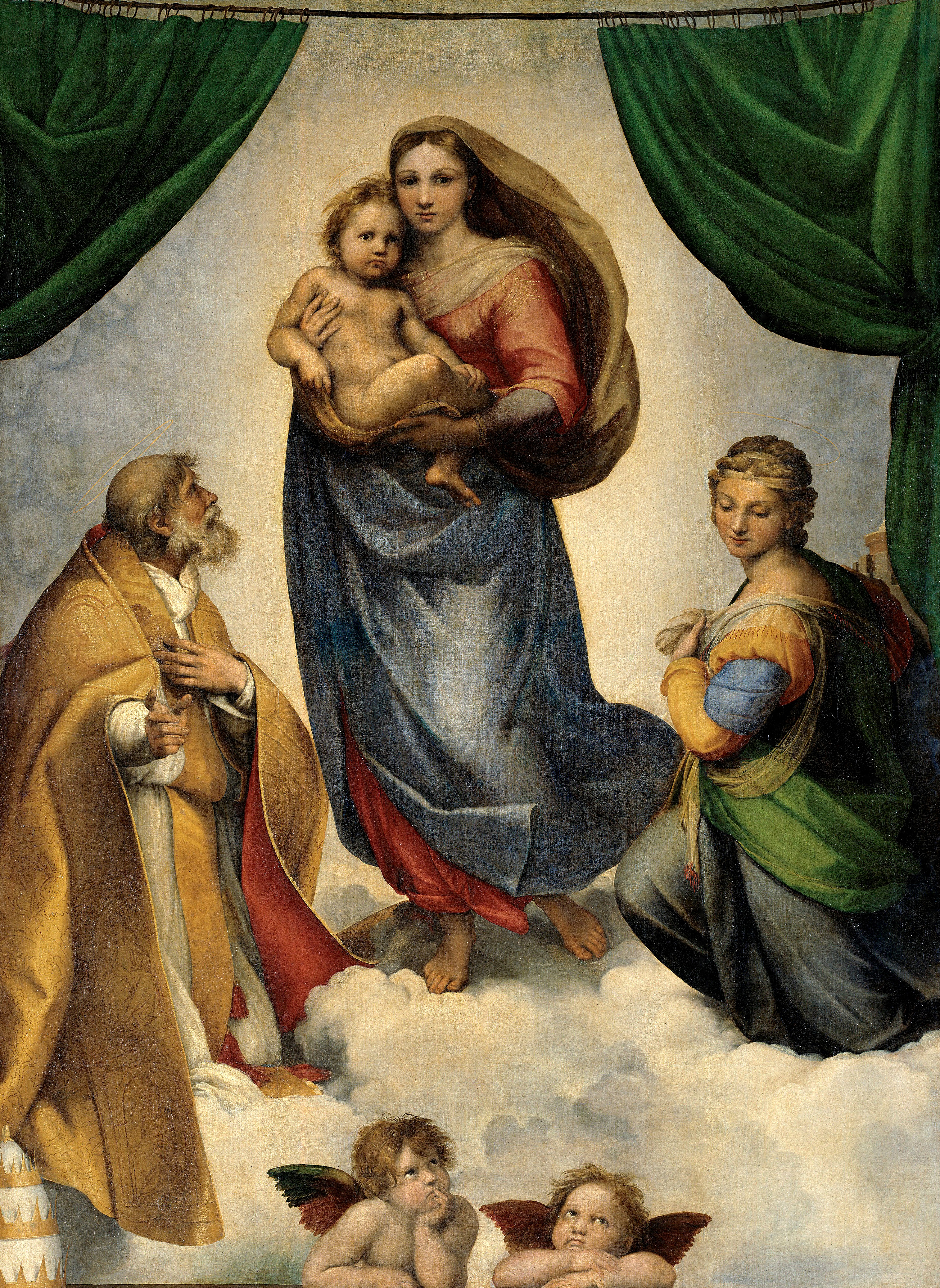
Madonna Sykstyńska

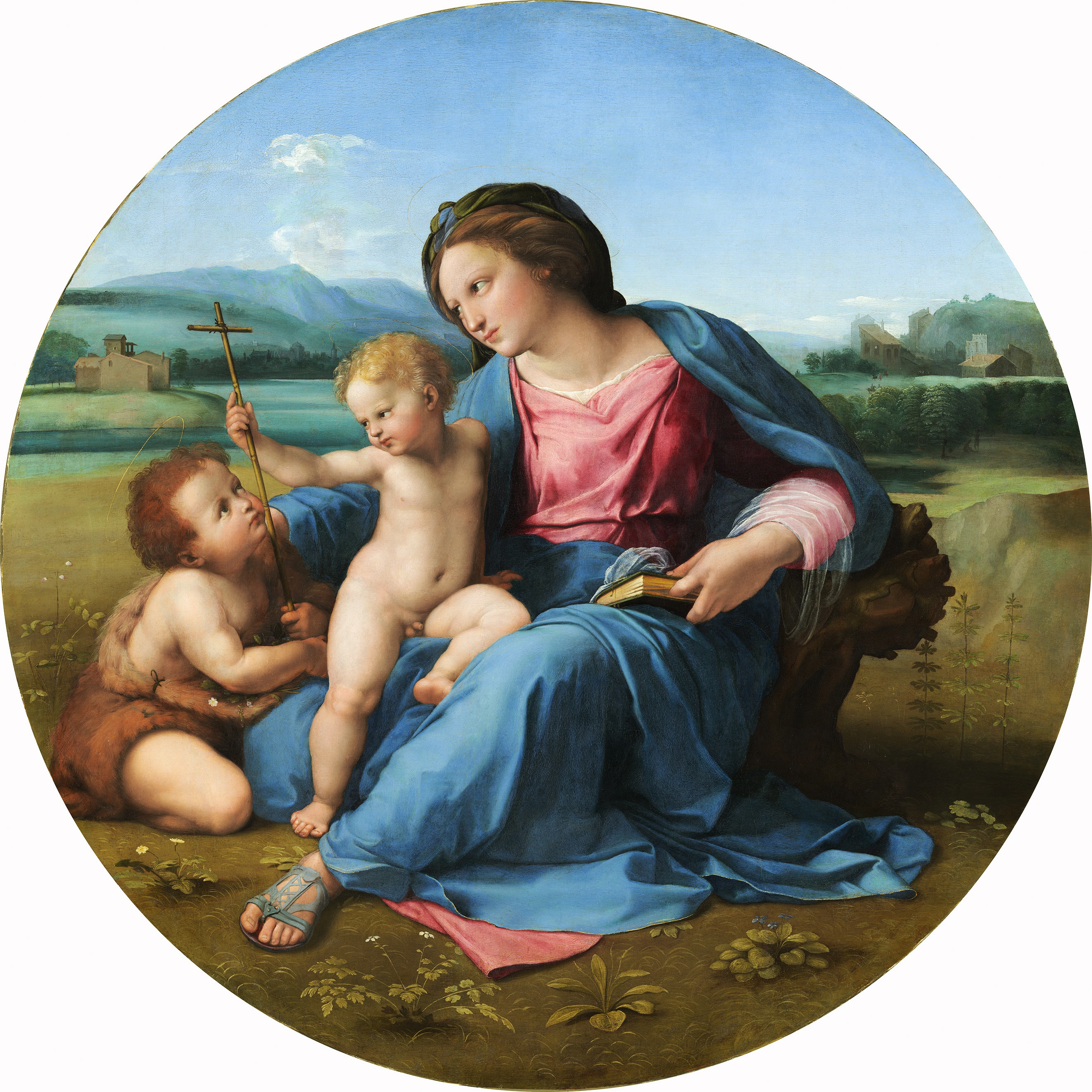
Madonna z Dzieciątkiem i małym Janem Chrzcicielem (Madonna d’Alba)

W latach 1510–1511 roku powstał Portret kardynała, w 1511 Portret młodzieńca, a w latach 1511–1512 Portret Tommasa Inghiramiego. Portret młodzieńca przez długi czas uchodził za autoportret Rafaela, z czasem zaczęto podejrzewać, że na obrazie uwieczniono pana młodego. Obraz kupiony na początku XIX wieku przez Czartoryskich w 1939 roku był przechowywany w Krakowie. Podczas II wojny światowej obraz zaginął. Portret młodzieńca wzbudza wśród historyków sztuki kontrowersje co do autorstwa. Obraz ten jest przypisywany m.in. Sebastianowi del Piombo, Parmigianinowi i Giulio Romanowi. Polski historyk sztuki Józef Grabski, zwrócił uwagę, że Czartoryscy kupili obraz oferowany jako un ritratto di Raffaello, co może oznaczać zarówno portret namalowany przez Rafaela jak i portret przedstawiający tego malarza. Zdaniem Grabskiego obraz powstał po śmierci Rafaela w 1520 roku.
W latach 1511–1512 Rafael namalował Portret Juliusza II. Obraz ten stał się wzorem portretu papieskiego. Przez pewien czas autorstwo Portretu przypisywano Giorgiowi Vasariemu, podejrzewano również, że jedną z kopii tego obrazu namalował Tycjan.
W tym samym okresie Rafael przyjmował kolejne zamówienia na obrazy o tematyce religijnej. Zlecenia obejmowały Madonny, Świętą Rodzinę, świętych i aniołów. W tym okresie powstały: Madonna Aldobrandini (1509–1510), Madonna ze śpiącym Dzieciątkiem i z małym Janem Chrzcicielem (również: Madonna del Diadema, Madonna z diademem, 1511), Madonna z Dzieciątkiem i małym Janem Chrzcicielem (Madonna d’Alba, Madonna Alba, 1511), Madonna di Loreto (również: Madonna del Velo, Święta Rodzina, 1511–1512), Madonna di Foligno (1511–1512), Madonna z rybą (1512), Madonna dell’Impannata (1512), Madonna Sykstyńska (1512–1513), Madonna z Dzieciątkiem i małym Janem Chrzcicielem (Madonna della Sedia, Madonna na krześle, 1513). W tym okresie powstała również Madonna z małym Janem Chrzcicielem na tle krajobrazu, która jest przypisywana Rafaelowi. Na Madonnie di Foligno Rafael zastosował układ kompozycyjny odmienny od poprzednich wizerunków Madonn. Madonna została umieszczona na górze, w niższej części obrazu rozciąga się pejzaż. Koloryt całej kompozycji podkreśla złoty krąg, umieszczony za plecami Madonny. Zleceniodawcą obrazu był papież Juliusz II. Dzieło trafiło do kościoła San Sisto w Piacenzy. Na obrazie Madonna jest ukazana jako orędowniczka, prosząca Boga o łaskę dla wiernych.

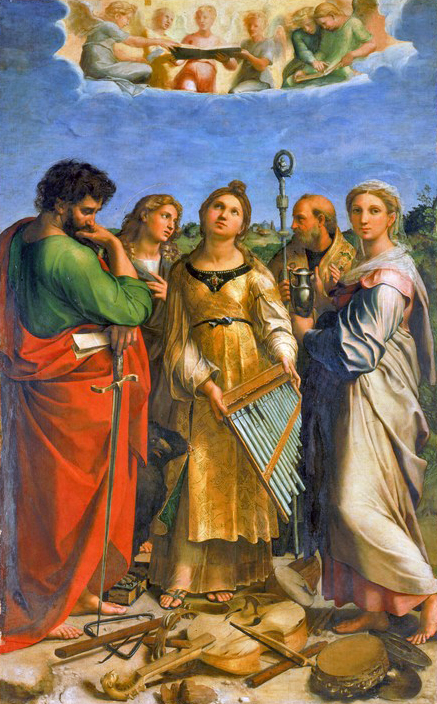
Ekstaza Świętej Cecylii

Ok. 1515 powstał obraz La Velata, znany również jako Portret kobiety. Ok. 1514 roku Rafael namalował Ekstazę Świętej Cecylii. W 1516 roku Rafael wraz ze swoimi uczniami pracował nad zdobieniami apartamentu kardynała Bernarda Doviziego di Bibbiena. Autorem projektu dekoracji apartamentu mieszczącego się w Pałacu Watykańskim był Rafael, wykonaniem prac zajęli się Giovanni da Udine, Giulio Romano i Giovanni Francesco Penni.
Przyjacielem Rafaela był Baldassare Castiglione, ambasador Urbino w Rzymie, uchodzący za jednego z czołowych reprezentantów włoskiego renesansu. Rafael uwiecznił ambasadora na portrecie, namalowanym w latach 1515–1516. Castiglione był pośrednikiem pomiędzy Rafaelem a Isabellą d’Este, która pragnęła pozować malarzowi do portretu. Rafael utrzymywał kontakt również z Albrechtem Dürerem. Obaj malarze wymieniali się swoimi dziełami. W 1515 roku Dürer miał podarować Rafaelowi swój autoportret (przypuszczalnie Autoportret en graisaille), będący częścią kolekcji rodu Gonzagów w Mantui. W odpowiedzi Rafael podarował wykonane sangwiną studium nagiego mężczyzny oraz swój autoportret. Niewiele wiadomo na temat znajomości Rafaela i Dürera, jednak na podstawie analizy dzieł wykazano wzajemne wpływy w ich malarstwie. Choć Dürer zaprzyjaźnił się z Rafaelem i dwukrotnie przebywał we Włoszech, negatywnie odnosił się do włoskich malarzy, oskarżając ich o wrogą postawę wobec niego i plagiatowanie jego pomysłów.

##### Rafael jako architekt i konserwator zabytków
Jako architekt Rafael luźno nawiązywał do klasycznych koncepcji Witruwiusza. Po śmierci Bramantego w 1514 roku Leon X zlecił Rafaelowi kontynuowanie budowy bazyliki św. Piotra. Rafael przystąpił do pracy rok później. Odszedł on od koncepcji poprzednika, przywracając kościołowi plan krzyża łacińskiego. Za prace przy bazylice otrzymywał rocznie 300 dukatów zapłaty. Obok prac nad bazyliką Rafael pracował nad projektem kościoła Sant’Eligio degli Orefici, który w następnych latach przebudowano. W 1517 roku Rafael rozpoczął budowę loggii Pałacu Watykańskiego, według projektu Bramantego. Rafael nieznacznie zmodyfikował projekt (podwyższając i dodając dodatkową loggię na najwyższym piętrze). Prace zostały zakończone w 1519 roku.
Do czasów współczesnych zachowały się pałace pałac Pandolfinich we Florencji i Vidoni-Caffarelli w Rzymie, które zdaniem Vasariego zostały zaprojektowane przez Rafaela. Wkład Rafaela został później zakwestionowany.
27 sierpnia 1515 roku Rafael został powołany na konserwatora starożytnych zabytków Rzymu. Jako konserwator zajmował się odzyskiwaniem materiałów archeologicznych przeznaczonych do budowy bazyliki św. Piotra oraz zabezpieczeniem dzieł antycznych. Rafael wykonał projekt rekonstrukcji starożytnego Rzymu, który spotkał się z aprobatą ze strony współczesnych. Rekonstrukcja nie została zrealizowana na skutek przedwczesnej śmierci artysty, sam opis projektu uległ zniszczeniu.

#### Ostatnie lata życia

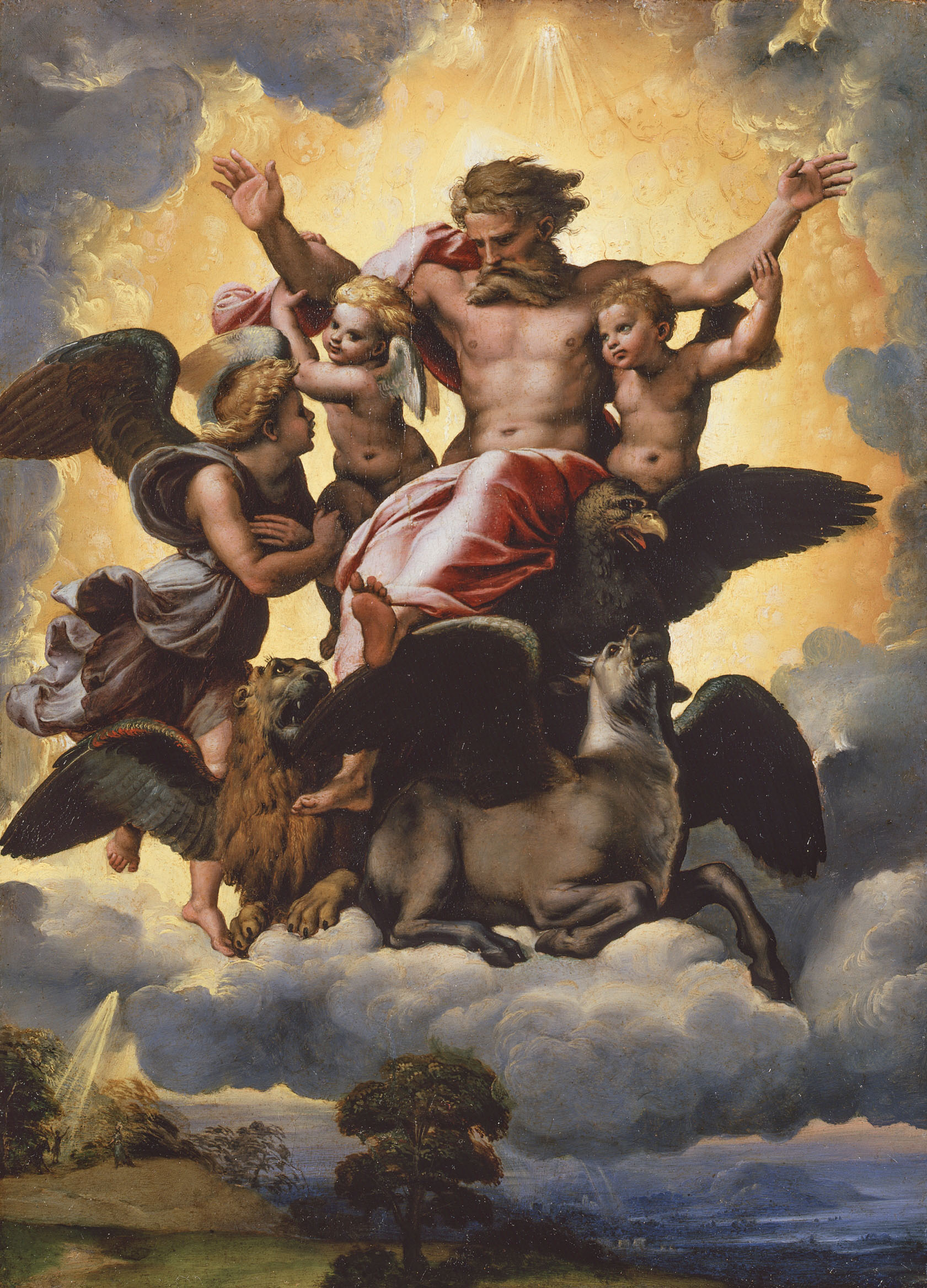
Widzenie Ezechiela

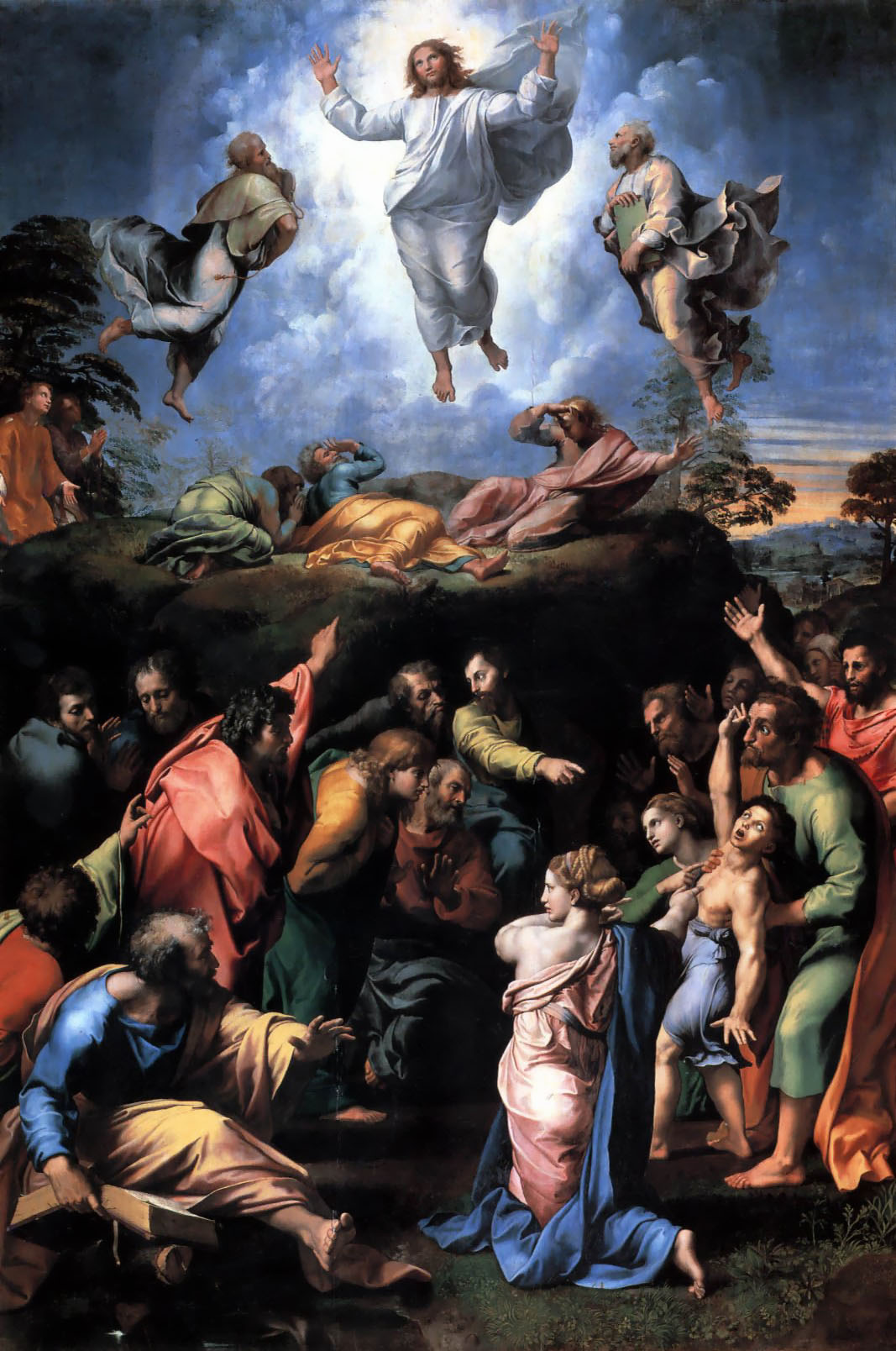
Przemienienie Pańskie

Ok. 1516 lub ok. 1517–1518 powstało Widzenie Ezechiela. Obraz przedstawia biblijną historię wizji proroka Ezechiela, jednocześnie na obrazie dostrzegalne są inspiracje legendą o objawieniu Jana Ewangelisty na wyspie Patmos. Na obrazie dominuje postać Jahwe (przypominającego Zeusa-Jowisza), otoczonego cherubinami i ewangelistami ukazanymi w formie symboli: (Mateusz–anioł, Marek–lew, Łukasz–wół i Jan–orzeł). Sam prorok jest niemal niewidoczny.
W latach 1516–1520 powstał obraz ołtarzowy Przemienienie Pańskie (również znany jako Transfiguracja). Według przekazu Vasariego miało to być ostatnie dzieło Rafaela. Dokładna data rozpoczęcia prac nad obrazem nie jest znana. Do lat 70. XX wieku uważano, że po śmierci Rafaela prace nad obrazem zakończył Giulio Romano. Po przeprowadzonej konserwacji stwierdzono, że Romano i Penni pomagali Rafaelowi przy figurach w lewym dolnym rogu kompozycji. Ok. 1517 lub w latach 1518–1519 powstał Papież Leon X z kardynałami .
W 1517 roku Leon X zlecił Rafaelowi dekoracje do Stanza di Costantino. Rafael zdążył wykonać kartony do fresków, jednak dalsze prace kontynuowali jego uczniowie. Ostatnią stanzę zdobią freski ukazujące cztery sceny znane pod tytułami: Chrzest Konstantyna, Wizja Krzyża, Bitwa Konstantyna z Maksencjuszem na moście Milvio, Donacja Konstantyna.
W latach 1517–1518 roku Rafael namalował dla króla Francji Franciszka I Święta Małgorzatę, Świętego Michała pokonującego szatana i Świętą Rodzinę Franciszka I. Franciszek I otrzymał obrazy za pośrednictwem księcia Urbino Lorenza Medici. Około lat 1519–1520 powstał Autoportret z mistrzem fechtunku (również Autoportret z przyjacielem). W 1520 roku Rafael namalował jedną z ostatnich Madonn. Obraz noszący tytuł Madonna della Rosa jest dziełem w całości wykonanym bez wsparcia uczniów.

### Życie prywatne

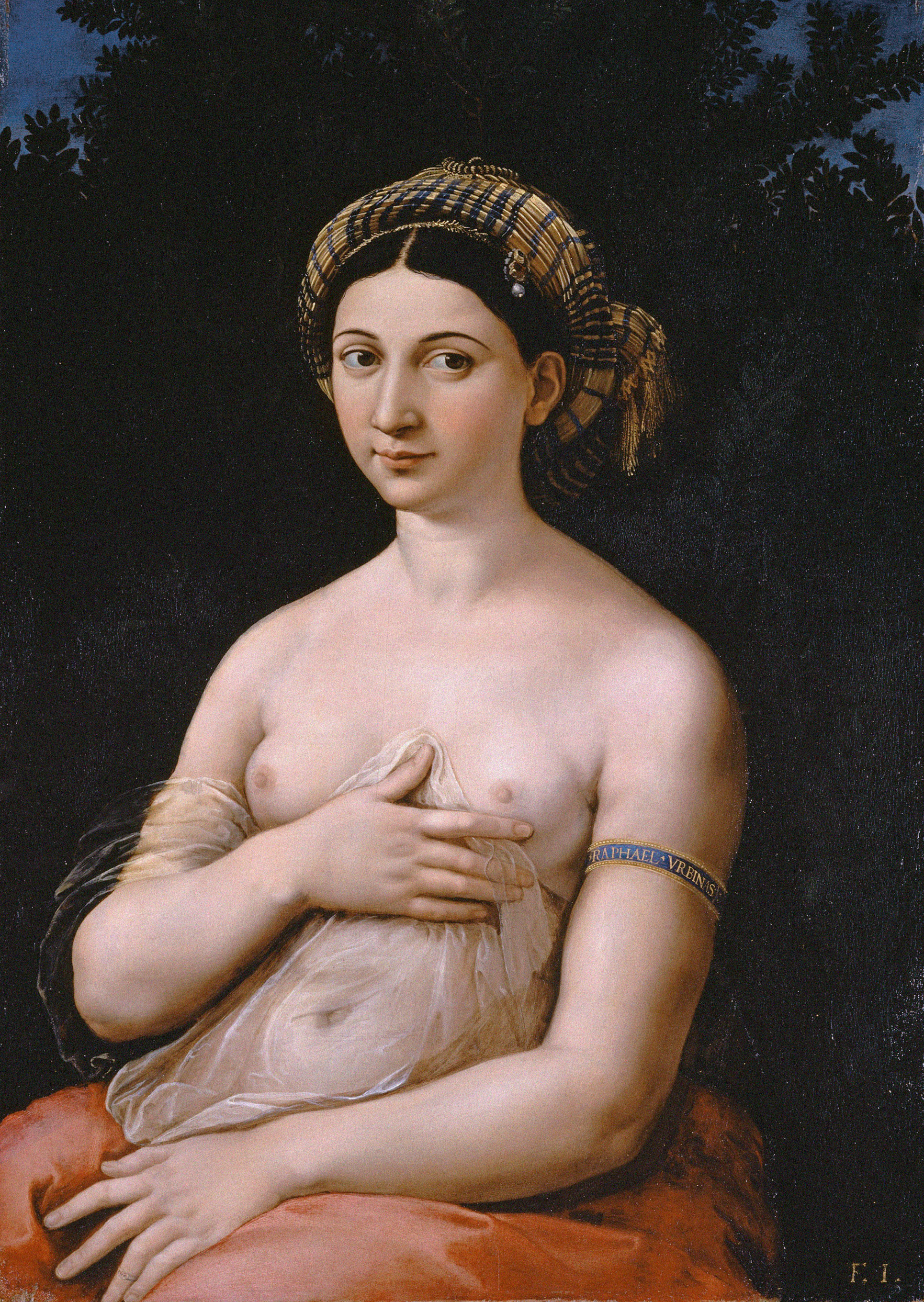
La Fornarina

Niewiele wiadomo o życiu prywatnym Rafaela. Vasari sugerował, że malarz nawiązywał liczne romanse, jednak przekaz jest podawany w wątpliwość. Zdaniem biografisty Claudio Strinatiego malarz uchodził za osobę religijną, wpływ na jego wiarę miał mieć Savonarola. Historyk sztuki Luba Ristujczina sugeruje, że podczas pobytu w Rzymie Rafael utrzymywał romans z jedną kobietą. Kobieta była znana pod przydomkiem La Fornarina (Piekareczka). Według Vasariego miała na imię Margherita, przydomek zawdzięczała zawodowi jej ojca, Franscesca Lutiego. Początkowo miała być służącą Rafaela, z czasem pracowała dla malarza jako modelka, po raz pierwszy pozując dla malarza przy Triumfie Galatei. Według różnych przekazów Rafael miał się w niej zakochać od pierwszego wejrzenia lub pokochać ją dopiero po pewnym okresie jej pracy u niego w charakterze służącej. La Fornarina została uwieczniona na portretach La Velata z ok. 1515 i La Fornarina z 1520 roku. Ponadto pozowała również do Madonn: di Foligno, della seggiola i Sykstyńskiej oraz do Ekstazy Świętej Cecylii jako Maria Magdalena. Para mieszkała wspólnie w Rzymie, podczas pogrzebu Rafaela La Fornarina miała rzucić się na trumnę z rozpaczy. Prawdopodobnie Rafael przed swoją śmiercią zapisał partnerce płyty graficzne, które służyły do rozpowszechniania jego prac w Europie w postaci sztychów. Losy Fornariny po śmierci malarza są nieznane.
Po wyborze Leona X na papieża Rafael był najlepiej opłacanym malarzem w Rzymie. Dochody dostarczały namalowane na zamówienie obrazy oraz liczne stanowiska (m.in. był członkiem Oratorium del Divino Amore, gromadzącej najważniejszych przedstawicieli renesansu). Za zarobione pieniądze kupował nieruchomości i ziemię.

### Śmierć

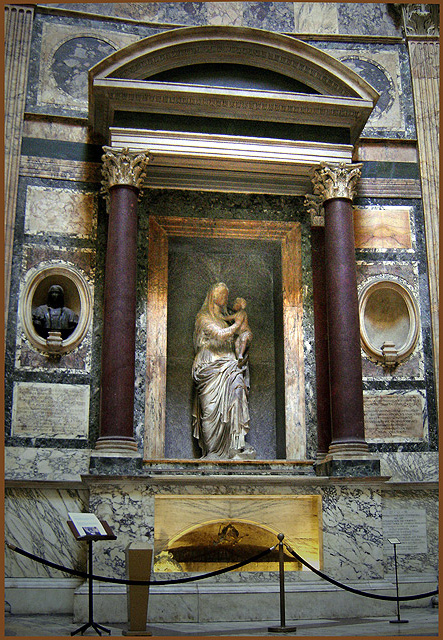
Grób Rafaela, nad nim ufundowana przez niego rzeźba Madonny z Dzieciątkiem oraz przedstawiająca go płaskorzeźba (z lewej strony)

Wiosną 1520 roku Rafael zaziębił się podczas jednej z eskapad. Pomimo leczenia choroba postępowała, przez co malarz zdając sobie sprawę ze złego stanu zdrowia sporządził testament. Nie wiadomo, jaka to była choroba, według jednej z hipotez artysta zachorował na febrę. Rafael zmarł w Wielki Piątek dnia 6 kwietnia 1520 roku. Fakt, że urodził się i zmarł w tym samym dniu Wielkiego Tygodnia, został odnotowany przez historyków sztuki, w tym przez Giorgio Vasariego. Rafael został pochowany w rzymskim Panteonie.
Według relacji Vasariego Rafael miał umrzeć za sprawą nadmiaru uciech zmysłowych. Przekaz ten przetrwał przez kolejne lata, jeszcze w 1760 roku Casanova chwaląc twórczość Rafaela zanotował, że według krążących opinii malarz miał umrzeć podczas stosunku seksualnego z Fornariną.

## Styl
W pierwszych obrazach Rafaela (np. na Ołtarzu Oddich) dostrzegalny jest wpływ Perugina i Pinturicchia. Zaślubiny Marii Rafaela są porównywane z obrazem Perugina pod tym samym tytułem. Ze względu na zbliżoną datację i obopólne inspiracje kwestią sporną pozostaje, który z obrazów jest starszy.
Styl Rafaela zmienił się pod wpływem studiów obrazów i kartonów Leonarda da Vinci i Michała Anioła we Florencji. Na obrazach Madonna Terranuova i Madonna ze szczygłem dostrzegalne są inspiracje Święta Anną Samotrzecią Leonarda. Od Leonarda zapożyczył również stosowanie kompozycji piramidalnej, widocznej głównie na Madonnach. Na podstawie Mona Lisy wypracował własną formę portretu, którą zastosował podczas malowania Portretu Maddaleny Doni. Na Triumfie Galatei poza tytułowej postaci fresku została zapożyczona z Ledy z łabędziem. Tło na obrazie La Fornarina było wzorowane na Portrecie Ginevry Benci. Podobnie jak Leonardo, malując kładł nacisk na efekty sfumato i chiaroscuro.
Od Michała Anioła Rafael zapożyczył sposób ujęcia postaci. Technika ta jest dostrzegalna na obrazach Święta Katarzyna Aleksandryjska i Madonna della seggiola. Próby poszukiwania własnego stylu przy malowaniu Madonn są dostrzegalne na Madonnie Tempi. Synteza wpływów malarskich Leonarda i Michała Anioła jest dostrzegalna na obrazach Piękna Ogrodniczka i Wielka Madonna Cowper. W przeciwieństwie do Leonarda, który w swojej twórczości odwoływał się do swoich badań z zakresu optyki i barwy, oraz Michała Anioła, którego twórczość cechuje ekspresja postaci, Rafael był całkowicie zanurzony w sztuce renesansowej. Postacie ludzkie u Rafaela mają cechy boskie, są pozbawione cierpienia i fizycznych niedoskonałości. Jan Białostocki stwierdził, że Leonardo w swoich dziełach szukał ideału prawdy, Michał Anioł dobra, a Rafael piękna.
Ponadto zapożyczył od florentczyków Andrei del Sarto i Fra Bartolommei stosowanie wielkich linii i sposób ustawienia postaci. Wpływy Fra Bartolomei są dostrzegalne na Madonnie pod baldachimem.
Malując Papieża Leona X z kardynałami zachował charakterystyczne dla oficjalnego malarstwa europejskiego ciepłe tonacje z przewagą czerwieni i jej pochodnych.
Na freskach Rafael podjął się wprowadzić innowacje w perspektywie. Postacie są ujęte w harmonijnych i skoordynowanych układach. Na Dyspucie o Najświętszym Sakramencie postacie zostały przedstawione tak, jakby w danym momencie podawały sobie ręce. Harmonijny umieszczenie postaci było możliwe za sprawą domalowania stopni, które kierują wzrok widza malowidła ku środku. Na Szkole Ateńskiej scena została ulokowana w ogromnym gmachu halowym z kilkoma wysokimi stopniami, które zajmują całą szerokość malowidła. W efekcie powstała podwójna scena: przestrzeń poniżej schodów i platforma u góry.
Na ostatnich obrazach (Widzenie Ezechiela, Przemienienie Pańskie, Autoportret z przyjacielem) dostrzegalne jest odejście Rafaela z malarstwa renesansowego do manieryzmu. Mając kontakt z malarzami niderlandzkimi przyswoił technikę olejną, będącą w ówczesnych Włoszech nowością. Inspiracje malarstwem niderlandzkim są dostrzegalne na portrecie La Muta. Malując freski stosował temperę. Rysunki tworzył za pomocą metalowego sztyftu lub pióra. Jego kreska jest nerwowa i gwałtowna.

## Opinie o twórczości Rafaela
Na przestrzeni lat opinie o twórczości Rafaela podlegały wahaniom. Według przekazów spisanych przez Vasariego Rafael za życia był obiektem zawiści ze strony Michała Anioła, jednak wśród szesnastowiecznych historiografów uchodził za postać legendarną, otoczoną aurą świętości. Michał Anioł oskarżał Rafaela o przeszkodzenie w pracach nad stworzeniem nagrobku papieża Juliusza II, artystyczny plagiat podczas malowania fresków w Pałacu Watykańskim oraz brak wrodzonego talentu malarskiego. Po jego śmierci Michał Anioł nie zmienił swojego zdania co do młodszego konkurenta. Zarzucał Rafaelowi, że malarstwa uczył się tylko od niego. Tuż po śmierci Rafael został okrzyknięty najwybitniejszym twórcą kompozycji, cechujących się starannym przemyśleniem, klarownością i ukazywaniem klasycznego piękna. Giorgio Vasari w Żywotach napisał o Rafaelu, że żył nie jak malarz, lecz w rzeczywistości wiódł życie księcia. Zdaniem biografisty Rafael bezskutecznie próbował naśladować styl Leonarda da Vinci, wobec czego w następnych latach wypracował swój własny styl. Vasari krytycznie odniósł się również do popularności Rafaela, który zdaniem autora Żywotów był przesadnie podziwiany. Vasari odpowiada również za stworzenie legendy, jakoby Rafael miał umrzeć podczas odbywania stosunku seksualnego.
W XVIII wieku twórczość Rafaela doceniali Anton Raphael Mengs i Jacques-Louis David. Zainteresowanie dziełami Rafaela wzrosło na przełomie XVIII i XIX wieku za sprawą Napoleona Bonapartego, który wywiózł z Włoch część dzieł Rafaela. W okresie romantyzmu był nazywany twórcą doskonałym, którego dzieła uważano za idealne. Dzieła Rafaela były często kopiowane i reprodukowane. Za sprawą kopiowania technik malarskich od Andrei del Sarto i Fra Bartolommei uchodził wśród historyków sztuki z czasów pozytywizmu za malarza nieoryginalnego. Eugène Delacroix pozytywnie odnosił się o twórczości Rafaela, ale lepszą opinię wystawił twórczości Michała Anioła. Delacroix krytykował jednak Rafaela za kierowanie się przypadkiem podczas malowania.
Na przełomie XIX i XX wieku twórczość Rafaela zaczęła ulegać zapomnieniu. XX-wieczni historycy sztuki krytycznie oceniali twórczość Rafaela na tle dzieł Leonarda da Vinci i Michała Anioła, jednak nie podawali oni w wątpliwość bardzo dużego wkładu Rafaela w malarstwo renesansowe. Jeszcze w XX wieku zaczęto rewidować owo stanowisko, uznawszy je za przesadzone.
Opinie Velázqueza, a także krytyków epoki pozytywizmu odrzucił historyk sztuki Karol Estreicher, który określił Rafaela malarzem żywym, ciągle poszukujących nowych dróg. Historyk cenił szczególnie cykl kartonów z życia św. Piotra i Pawła za idealne odwzorowanie figur ludzkich. Zdaniem Estreichera Madonny oddawały macierzyństwo i wdzięk życia na poziomie, do którego nie zdołali sięgnąć inni malarze renesansu. Historyk podkreślił również, że Rafael nie mógł rozwinąć w pełni swojej twórczości za sprawą śmierci w młodym wieku. Antonina Vallentin porównując styl Rafaela ze stylem Perugina podkreśliła, że Rafael malował postacie świętych o płaskich twarzach bez wyrazu i niedostatecznie wykorzystywał swój potencjał w odpowiednim ujęciu postaci i nadaniu im życia, czego zdaniem Vallentin nie opanował w dobrym stopniu Perugino. Przekaz Vasariego, zgodnie z którym Rafael porzucił swój styl w wyniku studiów dzieł Leonarda da Vinci, określiła jako ścisły i nieco naiwny. Vallentin stwierdzła, że Rafael umiejętnie wdrażał do swojego stylu tylko wybrane cechy z dzieł Leonarda, które mogły mu być potrzebne później.
W XXI wieku zainteresowanie wzbudzają doniesienia medialne o odkrywaniu nowych lub zaginionych dzieł przypisywanych Rafaelowi. Szczególne zainteresowanie wśród miłośników sztuki w Polsce wzbudza los zaginionego podczas II wojny światowej Portretu młodzieńca.

## Rafael w kulturze

### Malarstwo
Już za życia Rafaela jego styl naśladowali jego uczniowie i współpracownicy: Giulio Romano, Gianfrancesco Penni, Dosso Dossi, Tycjan, Sodoma. Niektóre motywy znane z fresków Rafaela zapożyczyli Caravaggio i Rubens. Papież Leon X z kardynałami tuż po śmierci Rafaela doczekał się wielu kopii, m.in. autorstwa Giorgio Vasariego i Andrei del Sarto. Jean-Auguste-Dominique Ingres stworzył liczne kopie dzieł Rafaela oraz inspirował się jego stylem (np. na namalowanej w 1852 roku Madonnie adorującej hostię widać inspirację Madonną Sykstyńską). W XIX wieku Rafaelem inspirowali się również Paul Delaroche, Joshua Reynolds oraz grupa artystyczna Johanna Friedricha Overbecka. Hemicykl Delaroche’a nawiązuje do Szkoły Ateńskiej. Na obrazie przedstawiającym uważanych we Francji za największych artystów w historii sztuki Delaroch uwiecznił Rafaela obok Leonarda da Vinci i Michała Anioła. Historie z życia Rafaela były uwiecznianie przez XIX-wiecznych artystów (m.in. na obrazach: Kardynał Bibbiena przedstawia Rafaelowi swoją siostrzenicę Jean-Auguste-Dominique’a Ingresa z lat ok. 1813–1814, Rafael i Fornarina Jean-Auguste-Dominique’a Ingresa z 1814, Papież Juliusz II nakazuje rozpoczęcie budowy bazyliki Świętego Piotra na Watykanie Horacego Verneta z 1827, Rafael w Watykanie Verneta z 1832, Rafael i jego muza La Fornarina Lamberta Mathieu z 1846, Atelier artysty Nicaise de Keysera z 1865, Rafael Hansa Makarta z lat 1881–1884, a także na rycinie Narodziny Rafaela w Wielki Piątek 1483 roku Franziego Christiana von Hausena Riepego z 1816 roku).

### Pozostałe
- Pomiędzy 1520 a 1527 rokiem biskup Nocery Paolo Giovio napisał biogram Rafaela Żywot Rafaela urbińczyka, w którym skupił się na popularności tego artysty. Choć Giovio był przyjacielem Rafaela, w biografii nie unikał wyrażania krytycznych ocen. Kolejny biogram Rafaela napisał Giorgio Vasari w Żywotach najsławniejszych malarzy, rzeźbiarzy i architektów z 1550 roku[212].
- W 1907 roku Tadeusz Boy-Żeleński spisał utwór Pieśń o „Rafaelu” nowo utworzonego lwowskiego muzeum, którą miał zasłyszeć na Łyczakowie, na melodię Jedna baba drugiej babie. Utwór stanowił kpinę z pogłosek, jakoby w powstającym Muzeum Narodowym we Lwowie miało znaleźć się jedno z dzieł tego malarza. W otworzonym w 1908 roku Muzeum znalazła się Madonna z Dzieciątkiem i św. Janem innego malarza[217].
- W Urbino przy Via Raffaello (dawniej Contrada del Monte), w budynku w którym urodził się Rafael, mieści się muzeum artysty[3].
- Fragment Szkoły Ateńskiej trafił na okładkę dwupłytowego albumu Guns N’ Roses Use Your Illusion[218].
- Dwa putta ze skrzydła widoczne na dole Madonny Sykstyńskiej stały się popularnym motywem występującym w reklamach[132].

## Dzieła zebrane

### Wczesny okres (do 1504)
- Madonna z Dzieciątkiem(inne języki) – ok. 1493, Urbino (obraz ten jest przypisywany również Giovanniemu Santiemu)[219]
- Zmartwychwstanie Chrystusa (Zmartwychwstanie Kinnairda) – ok. 1499–1502, olej na desce, Museu de Art, São Paulo[16]
- Sztandar Trójcy Świętej: Trójca Święta ze Świętym Sebastianem i Świętym Rochem, Stworzenie Ewy(inne języki) – ok. 1500, olej na desce, Pinacoteca Comunale, Città di Castello[220]
- Anioł(inne języki) – 1500–1501, olej na desce, 31 × 27 cm, Pinacoteca Civica, Brescia[7][221]
- Koronacja Świętego Mikołaja z Tolentino(inne języki) – ok. 1500–1501, olej na desce, Luwr, Paryż[17]
- Mikołaj z Tolentino ratuje chłopca przed utonięciem(inne języki) – ok. 1500–1501, olej na desce, Institute of Arts, Detroit (obraz przypisywany Rafaelowi)[17]
- Ołtarz Colonny – 1501–1502 lub ok. 1504, tempera na desce, 172,4 × 172,4 cm, Metropolitan Museum of Art, Nowy Jork[8][222]
- Madonna Solly’ego(inne języki) – ok. 1502, olej na desce, Gemäldegalerie, Berlin[223]
- Św. Sebastian(inne języki) – ok. 1502, olej na desce, Accademia Carrara, Bergamo[23]
- Portret mężczyzny(inne języki) – ok. 1502, olej na desce, Galleria Borghese, Rzym[224]
- Portret Elżbiety Gonzagi(inne języki) – ok. 1502, olej na desce, Galeria Uffizi, Florencja[30]
- Madonna z Dzieciątkiem i ze świętymi: Hieronimem i Franciszkiem(inne języki) – ok. 1502, olej na desce, Gemäldegalerie, Berlin[225]
- Madonna z Dzieciątkiem i książką(inne języki) – 1502–1503, olej na desce, Norton Simon Museum, Pasadena[18]
- Święty Hieronim ratujący biskupa Sylwana i karzący heretyka Sabiniana(inne języki) – ok. 1502–1503, olej na desce, North Carolina Museum of Art, Raleigh[226]
- Euzebiusz z Cremony wskrzeszający trzech młodzieńców(inne języki) – ok. 1502–1503, Museu Nacional de Arte Antiga, Lizbona[226]
- Ołtarz Oddich – 1502–1504, olej na płótnie, 272 × 165 cm, Muzea Watykańskie[25][227]
  - Zwiastowanie – 1502–1503, olej na płótnie, 27 × 50 cm[228][229]
  - Pokłon Trzech Króli – 1502–1503, olej na płótnie, 27 × 150 cm[230][231]
  - Ofiarowanie Jezusa w świątyni – ok. 1503, olej na desce przeniesiony na płótno[23]
- Madonna Connestabile – ok. 1502–1504 lub 1504, tempera na desce przeniesiona na płótno, 17,5 × 18 cm, Ermitaż, Petersburg[223][232]
- Madonna z Dzieciątkiem i Janem Chrzcicielem(inne języki) (Madonna Diotallevi) – ok. 1502 lub 1503, olej na desce, 72,8 x 52,2 cm, Muzeum Bodego, Berlin[223][233]
- Guidobaldo da Montefeltro(inne języki) – ok. 1503–1504 lub 1506, olej na desce, 70 × 51,6 cm, Uffizi, Florencja[234][235]
- Ukrzyżowanie Monda (Ukrzyżowanie z dwoma aniołami, Matką Bożą oraz ze świętymi: Marią Magdaleną, Janem Ewangelistą i Hieronimem) – 1503–1504, olej na desce, 283,3 × 167,3 cm, National Gallery, Londyn[21][236]
- Święty Michał walczący ze smokiem(inne języki) (Mały Święty Michał) – 1503–1505, olej na desce, 31 × 27 cm, Luwr, Paryż[61][230][237]

### Okres florencki (1504–1508)
- Zaślubiny Marii – 1504, olej na desce, 170 × 118 cm, Pinakoteka Brera, Mediolan[26][238]
- Sen Scypiona (również Sen rycerza) – ok. 1504, olej na desce, 17,1 × 17,3 cm, National Gallery, Londyn[173][239]
- Portret młodzieńca – ok. 1504 lub 1508, olej na desce, 54 × 69 cm, Muzeum Sztuk Pięknych, Budapeszt[75][240]
- Trzy Gracje – 1504–1505, olej na desce, 17 × 17 cm, Musée Condé, Chantilly[52][241]
- Madonna z Dzieciątkiem (Mała Madonna Cowper) – ok. 1504–1505, olej na desce, National Gallery of Art, Waszyngton[54][55][56]
- Portret młodzieńca z jabłkiem – ok. 1504 lub 1505, olej na desce, 48 × 36 cm, Uffizi, Florencja[50][179][242]
- Św. Jerzy walczący ze smokiem(inne języki) (Święty Jerzy zabijający smoka) – 1505, olej na desce, 32 × 27 cm, Luwr, Paryż[243][244]
- Ołtarz Ansideich – 1505, olej na desce, 216,8 × 147,6 cm, National Gallery, Londyn[65][245]
- Kazanie Jana Chrzciciela(inne języki) – ok. 1505, olej na desce, National Gallery, Londyn[246]
- Madonna Terranuova – ok. 1505, olej na desce, śr. 86 cm, Staatliche Museen, Berlin[45][247]
- Dama z jednorożcem – ok. 1505, olej na desce, 65 × 51 cm, Galleria Borghese, Rzym[73][248]
- Madonna del Granduca (Madonna di Granduca) – 1505–1506, olej na desce, 84 × 56 cm, Galleria Palatina, Florencja[230][249][250]
- Brzemienna (La Donna Gravita, Portret brzemiennej kobiety) – 1505–1506 lub 1507, olej na desce, 66 × 52 cm, Galleria Palatina, Florencja[68][69][73]
- Święta Rodzina Canigianich(inne języki) (Święta Rodzina z Janem Chrzcicielem i Świętą Elżbietą) – 1505–1506, 1506–1508 lub 1507–1508, olej na desce, 131 × 107 cm, Stara Pinakoteka, Monachium[4][62][251]
- Madonna ze szczygłem – ok. 1505–1506, olej na desce, 107 × 77,2 cm, Galleria degli Uffizi, Florencja[252]
- Portret Angola Doniego – 1505 lub 1506, olej na desce, 63 × 45 cm, Galleria Palatina, Florencja[48][253]
- Portret Maddaleny Doni – 1505 lub 1506, olej na desce, 63 × 45 cm, Galleria Palatina, Florencja[47][254]
- Madonna Orleańska (Madonna z Orleanu, Madonna z Dzieciątkiem) – 1505–1507 lub 1506–1507, olej na desce, 29 × 21 cm, Musée Condé, Chantilly[255][256][257]
- Święty Jerzy zabijający smoka – 1506, olej na desce, 28,5 × 21,5 cm, National Gallery of Art, Waszyngton[258][259]
- Autoportret – 1506 lub 1509, olej na desce, 47,3 × 34,8 cm, Uffizi, Florencja[260][261]
- Chrystus błogosławiący(inne języki) – ok. 1506, olej na desce, Pinacoteca Tosio Martinengo, Brescia[262]
- Madonna w zieleni(inne języki) – 1506, olej na desce, 113 × 88 cm, Muzeum Historii Sztuk, Wiedeń[230][263]
- Święta Rodzina z bezbrodym Józefem(inne języki) – ok. 1506, tempera na desce, Ermitaż, Petersburg[62]
- Madonna z goździkiem(inne języki) – ok. 1506–1507, olej na desce, National Gallery, Londyn[57]
- Święta Rodzina z barankiem(inne języki) – 1507, olej na desce, 28 × 21,5 cm, Prado, Madryt[264][265]
- Piękna Ogrodniczka – 1507, olej na desce, 122 × 80 cm, Luwr, Paryż[46][266]
- La Muta (Portret młodej kobiety) – 1507–1508, olej na desce, 64 × 48 cm, Galleria Nazionale delle Marche, Urbino [75][68][267]
- Złożenie do grobu – 1507, olej na desce, 184 × 176 cm, Galleria Borghese, Rzym[268][269]
- Święta Rodzina z palmą(inne języki) – ok. 1507, olej na desce przeniesiony na płótno, Scottish National Gallery, Edynburg[270]
- Madonna z Dzieciątkiem(inne języki) (Madonna Bridgewater) – ok. 1507, olej na płótnie, Scottish National Gallery, Edynburg [256]
- Święta Katarzyna Aleksandryjska – ok. 1507 lub 1508, olej na desce, 71 × 54,5 cm, National Gallery, Londyn[271][272]
- Madonna pod baldachimem – 1507–1508, olej na desce, 276 × 224 cm, Palazzo Pitti, Florencja[273][274]
- Madonna Tempi – 1508, olej na desce, 75 × 51 cm, Stara Pinakoteka, Monachium[249][275]
- Wielka Madonna Cowper (Madonna Cowper) – 1508, olej na desce, 80,7 × 57,5 cm, National Gallery of Art, Waszyngton[57][58][276]
- Madonna Colonna(inne języki) – ok. 1508, olej na desce, 77 × 56 cm, Gemäldegalerie, Berlin[57][277]

### Okres rzymski (1508–1520)
- Madonna Aldobrandini(inne języki) – 1509–1510, olej na desce, National Gallery, Londyn[126]
- Madonna d’Alba – ok. 1510 lub 1511, olej na płótnie, śr. 94,5 cm, National Gallery of Art, Waszyngton[278][279][280]
- Portret kardynała – 1510–1511, olej na desce, 79 × 61 cm, Prado, Madryt[109][281]
- Portret Tommasa Inghiramiego – 1510–1511 lub 1511–1512, 89,5 × 62,5 cm, Palazzo Pitti, Florencja[117][120]
- Portret młodzieńca – 1511, olej na desce, 75 × 59 cm, Muzeum Czartoryskich, Kraków (zaginiony podczas II wojny światowej)[120][282][283]
- Portret papieża Juliusza II – 1511, olej na desce, 108,7 × 80,1 cm, National Gallery, Londyn[284]
- Madonna di Loreto(inne języki) – 1511–1512, olej na desce, Musée Condé, Chantilly[285]
- Madonna di Foligno – 1511–1512, olej na płótnie, 320 × 194 cm, Muzea Watykańskie[286][287]
- Madonna dell’Impannata – 1511–1512, olej na desce, 160 × 126 cm, Galleria Palatina, Florencja[278][288]
- Madonna ze śpiącym Dzieciątkiem i z małym Janem Chrzcicielem (Madonna z diademem, Madonna del Diadema) – 1511, 1512 lub 1518, olej na desce, 68 × 48 cm, Luwr, Paryż (obraz przypisywany również Gianfrancesco Penniemu)[289][290][291]
- Madonna Sykstyńska – 1512–1513, olej na płótnie, 265 × 196 cm, Galeria Obrazów Starych Mistrzów, Drezno[292]
- Madonna z rybą (Madonna rybaków) – 1512 lub 1513–1514, Prado, Madryd[282][293][294]
- Portret Binda Aldovitiego – ok. 1512–1515, olej na desce, 59,7 × 43,8 cm, National Gallery of Art, Waszyngton[295][296][297]
- Portret kobiety (La Velata) – 1513, ok. 1515 lub 1516, olej na płótnie, 82 × 60,5 cm, Palazzo Pitti, Florencja[133][134][135]
- Madonna della seggiola (Madonna della Sedia, Madonna na krześle) – 1514, olej na desce, śr. 120 cm, Galleria Palatina, Florencja[169][282][298]
- Ekstaza Świętej Cecylii (Święta Cecylia, Święta Cecylia ze Świętymi Pawłem, Janem Ewangelistą, Augustynem i Marią Magdaleną) – 1514, olej na desce, 220 × 136 cm, Pinacoteca Nazionale, Bolonia[136][282][299]
- Portret Baldassare Castiglionego (Portret Baltazara Castiglionego) – 1514–1515, 1515–1516, olej na płótnie, 82 × 67 cm, Luwr, Paryż[139][300][301][302]
- Droga na Kalwarię – 1515–1516, olej na płótnie, 318 × 229 cm, Prado, Madryt[303][304]
- Widzenie Ezechiela – 1516, olej na desce, Galleria Palatina, 41 × 30 cm, Florencja[150][151]
- Nawiedzenie – ok. 1516, olej na desce, Prado, Madryt[305]
- Podwójny portret Andrei Navagera i Agostina Bazzano(inne języki) – ok. 1516, olej na desce, Galleria Doria Pamphilj, Rzym[306]
- Portret kardynała Bibbieny – 1516–1517, olej na płótnie, Galleria degli Uffizi, Florencja (obraz przypisany Rafaelowi bądź jego uczniom)[307][308][309]
- Przemienienie Pańskie (Tranfiguracja) – 1516–1520, olej na desce, 410 × 279 cm, Muzea Watykańskie[152][310][311]
- Portret młodzieńca(inne języki) – 1517, olej na desce, Muzeum Thyssen-Bornemisza, Madryt[312]
- Madonna della Rosa – ok. 1517 lub 1518–1520, olej na desce, 103 × 84 cm, Prado, Madryt[161][313]
- Święta Małgorzata(inne języki) – 1518, 191 × 123 cm, Luwr, Paryż[228][314]
- Portret Wawrzyńca Medyceusza(inne języki) – 1518 (obraz przypisywany Rafaelowi)[312]
- Święta Rodzina Franciszka I – 1518, olej na płótnie, 207 × 140 cm, Luwr, Paryż[315][316]
- Święty Michał pokonuje szatana (Święty Michał walczący z szatanem) – 1518, 268 × 160 cm, Luwr, Paryż[237][315][317]
- Papież Leon X z kardynałami (Leon X z kardynałami Luigim Rosso i Giuliem de'Medici, Portret Leona X z kardynałami) – ok. 1518–1519, olej na desce, 154 × 119 cm, Uffizi, Florencja[154][191][192][318]
- Święta Rodzina z małym Janem Chrzcicielem i ze Świętą Elżbietą (La Perla) – ok. 1518–1519, olej na płótnie, 144 × 115 cm, Prado, Madryt[319][320]
- Autoportret z przyjacielem (Autoportret z mistrzem fechtunku) – ok. 1518 lub 1519–1520, olej na płótnie, 90 × 83 cm, Luwr, Paryż[150][159][160]
- La Fornarina – ok. 1520, olej na płótnie, 87 × 63 cm, Galleria Nazionale d’Arte Antica, Rzym[321]
- Portret Antonia Tebaldi(inne języki) (zaginiony)[322]

### Freski
- Trójca święta i świeci(inne języki) (dzieło wspólne z Peruginem) – 1504–1508, kaplica San Severo(inne języki), Perugia[60]
- Dysputa o Najświętszym Sakramencie (Dysputa o Sakramencie, Triumf Eucharystii) – 1510–1511, szer. u podstawy 7,7 m, Stanza della Segnatura, Stanze Watykańskie, Watykan[230][323][324][325]
- Parnas – 1509–1510, szer. u podstawy 6,7 m, Stanza della Segnatura, Stanze Watykańskie, Watykan[326][327]
- Szkoła Ateńska – 1509–1511, szer. u podstawy 7,7 m, Stanza della Segnatura, Stanze Watykańskie, Watykan[328][329]
- Wypędzenie Heliodora ze świątyni – 1511–1512, szer. u podstawy 7,5 m, Stanza di Eliodoro(inne języki), Stanze Watykańskie, Watykan[330][331]
- Msza Bolseńska (Msza w Bolsenie) – 1512, szer. u podstawy 6,6 m, Stanza di Eliodoro, Stanze Watykańskie, Watykan[230][332][333]
- Spotkanie papieża Leona I z Attylą – ok. 1513 lub 1514, szer. u podstawy 7,5 m, Stanza di Eliodoro, Stanze Watykańskie, Watykan[334][335][336]
- Uwolnienie świętego Piotra z okowów – 1514, szer. u podstawy 6,6 m, Stanza di Eliodoro, Stanze Watykańskie, Watykan[337][338]
- Pożar Borgo – 1514–1517, szer. u podstawy 670 cm, Stanza dell’Incendio(inne języki), Stanze Watykańskie, Rzym (brak pewności, czy jest to samodzielne dzieło Rafaela)[339][340][341]
- Bitwa pod Ostią – 1514–1517, szer. u podstawy 770 cm, Stanza dell’Incendio, Stanze Watykańskie, Rzym (większość prac wykonali jego uczniowie)[342][343][105][341]
- Prorok Izajasz(inne języki) (Prorok Jezajasz) – 1511–1512, 250 × 155 cm, Sant’Agostino, Rzym[282][116][344]
- Sybille i anioły – ok. 1510–1511 lub 1514, szer. u podstawy 615 cm, Santa Maria della Pace, Rzym[345][346][347]
- Triumf Galatei (Galatea) – 1512, 295 × 225 cm, Villa Farnesina, Rzym[111][181][348]

### Kartony do arrasów
Kartony do serii arrasów ilustrujących życie św. Piotra i św. Pawła, przeznaczonych do kaplicy Sykstyńskiej, znajdujące się w Victoria and Albert Museum w Londynie. Do czasów współczesnych zachowało się siedem z nich (przy zachowanych podano wymiary kartonów).
- Cudowny połów ryb (Cudowny połów) – 322 × 401 cm[350][282][351]
- Wręczenie kluczy św. Piotrowi – 304 × 503 cm[350][352]
- Ukamienowanie Świętego Szczepana, pierwszego męczennika[350]
- Uzdrowienie chromego (Uzdrowienie kaleki) – 345 × 537 cm[350][106][353]
- Śmierć Ananiasza – 343 × 530 cm[350][354]
- Upadek na drodze do Damaszku (Nawrócenie Szawła)[355]
- Ofiara Listry – 342 x 540 cm[356][357]
- Kazanie św. Pawła – 343 x 443 cm[356][358]
- Ukaranie Elimasa – 344 × 446 cm[356][359]
- Święty Paweł w więzieniu[356]